# Steve Harris
Stephen Percy Harris, (Waltham Forest, Gran Londres, Inglaterra, 12 de marzo de 1956) conocido artísticamente como Steve Harris, es un músico británico, siendo mayormente conocido por ser el fundador, bajista, teclista, compositor principal y líder del grupo británico de heavy metal Iron Maiden. Además de su labor como bajista en la banda, es escritor, y ha llevado a cabo muchas otras funciones para el grupo, como la producción y la coproducción de sus álbumes, dirigir y editar sus videos en vivo, y la realización de los teclados de estudio y sintetizadores. Es considerado por medios de prensa, otros bajistas, y el público en general como uno de los mejores bajistas de metal de todos los tiempos, tanto por su estilo a la hora de tocar, su calidad como compositor, y su actitud aguerrida sobre el escenario.

## Biografía

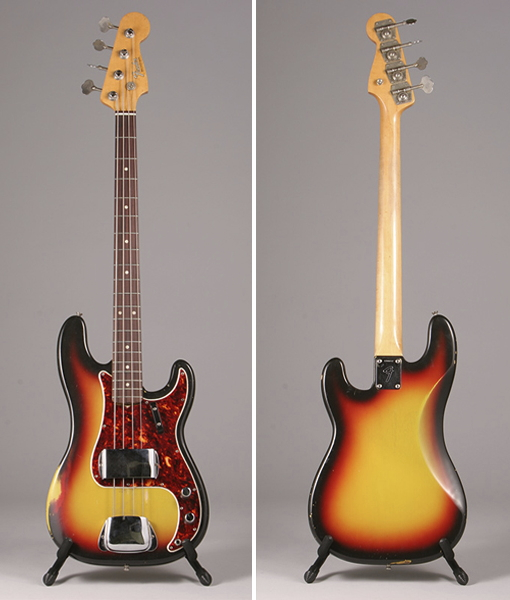
Un bajo Fender modelo Precision fue el primero que tuvo y con el cual perfeccionó sus técnicas hasta llegar a tocar con su forma tan distintiva por sobre el resto de los otros bajistas.

Harris nació y creció en Leytonstone, rápidamente comenzó a mostrar interés tanto en el fútbol como en la música, teniendo como gran aspiración llegar a ser un futbolista. Solía trabajar como delineante de arquitectura en la zona del East London. Descubierto y entrenado por Wally St Pier, Harris fue invitado a entrenar para West Ham United (club del cual es fanático), después de interesarse por la música rock en su adolescencia, terminó optando por ser músico. Esto debido, principalmente, a una lesión que sufrió mientras jugaba, y a la excesiva cantidad de aspirantes del club en la cantera. Inicialmente Harris quería tocar la batería, pero no tenía suficiente espacio para una batería en su casa y así se decidió tocar el bajo en su lugar, siendo, enteramente, un autodidacta. Harris se compra su primer bajo el que terminó siendo una copia de un Fender modelo Precision que le costó 40 £ en 1971. En ese mismo año Harris comenzó con su proyecto musical, continuó utilizando un modelo "Unicorn" de la firma Lado y un Fender Precision con cuerdas RotoSound. Ahora usa sus propias cuerdas RotoSound Flatwound. El sonido metálico se produce al rebotar las cuerdas sobre los trastes, dando el peculiar estilo de Steve Harris que lo ha hecho tan reconocido siendo también llamado el efecto Harris (Harris effect).
A tan solo 10 meses después de que se comprara su primer bajo, Harris se unió a una banda, inicialmente conocida como Influence y más tarde Gypsy's Kiss, con Bob Verscoyle (voz principal), Dave Smith (guitarra) y el baterista Paul Sears Después de un corto número de conciertos en el pubCart and Horses en Maryland Point, Stratford and The Bridgehouse en Canning Town, la banda se separó y Harris audicionó para una banda llamada Smiler en febrero de 1974. En este equipo, Harris comenzó a escribir sus propias canciones y trabajó con los futuros miembros de Iron Maiden Dennis Wilcock y Doug Sampson,  pero dejó la banda después de que se negara a tocar su material, alegando que era demasiado complicado

## Nacimiento de la banda
Al salir de Smiler, Harris llegó a crear Iron Maiden en la Navidad de 1975, el nombre de la banda está inspirado a partir de un instrumento de tortura medieval llamado "doncella de hierro" (Iron Maiden), que aparece en la película El hombre de la máscara de hierro.   Antes de que Iron Maiden firmara su contrato con EMI en 1979, Harris trabajó como cartógrafo en el East End de Londres hasta que fue despedido, y en ese momento él emprendió un trabajo como barrendero.
Desde su creación, Harris ha sido compositor y letrista principal de la banda. Su composición de canciones típicamente muestra su marca registrada de galopantes patrones de bajo y canciones de Heavy Metal con influencias progresivas y con varios cambios de tiempo (tal como se aprecia en el primer disco con el tema Phantom Of The Opera). Harris frecuentemente escribe letras sobre la mitología, la historia o temas inspirados en libros y películas, lo que refleja sus intereses e influencias a la hora de componer.
Harris ha sido influenciado fuertemente como músico, sobre todo por los bajistas de hard rock de fines de los 60s y principio de los 70s siendo los principales: Rinus Gerritsen de Golden Earring, Mel Schacher de Grand Funk Railroad, Chris Squire de Yes, Mike Rutherford de Genesis, Geezer Butler de Black Sabbath, John Entwistle de The Who; John Paul Jones de Led Zeppelin, Greg Lake de Emerson, Lake and Palmer, Roger Glover de Deep Purple, Glenn Cornick de Jethro Tull (una de sus bandas favoritas), etc. Pero uno de los bajistas realmente preferidos de Steve Harris fue Pete Way, de UFO, quien influyó fuertemente en el estilo de ejecución de Harris y también como persona y músico en general.

### El primer disco

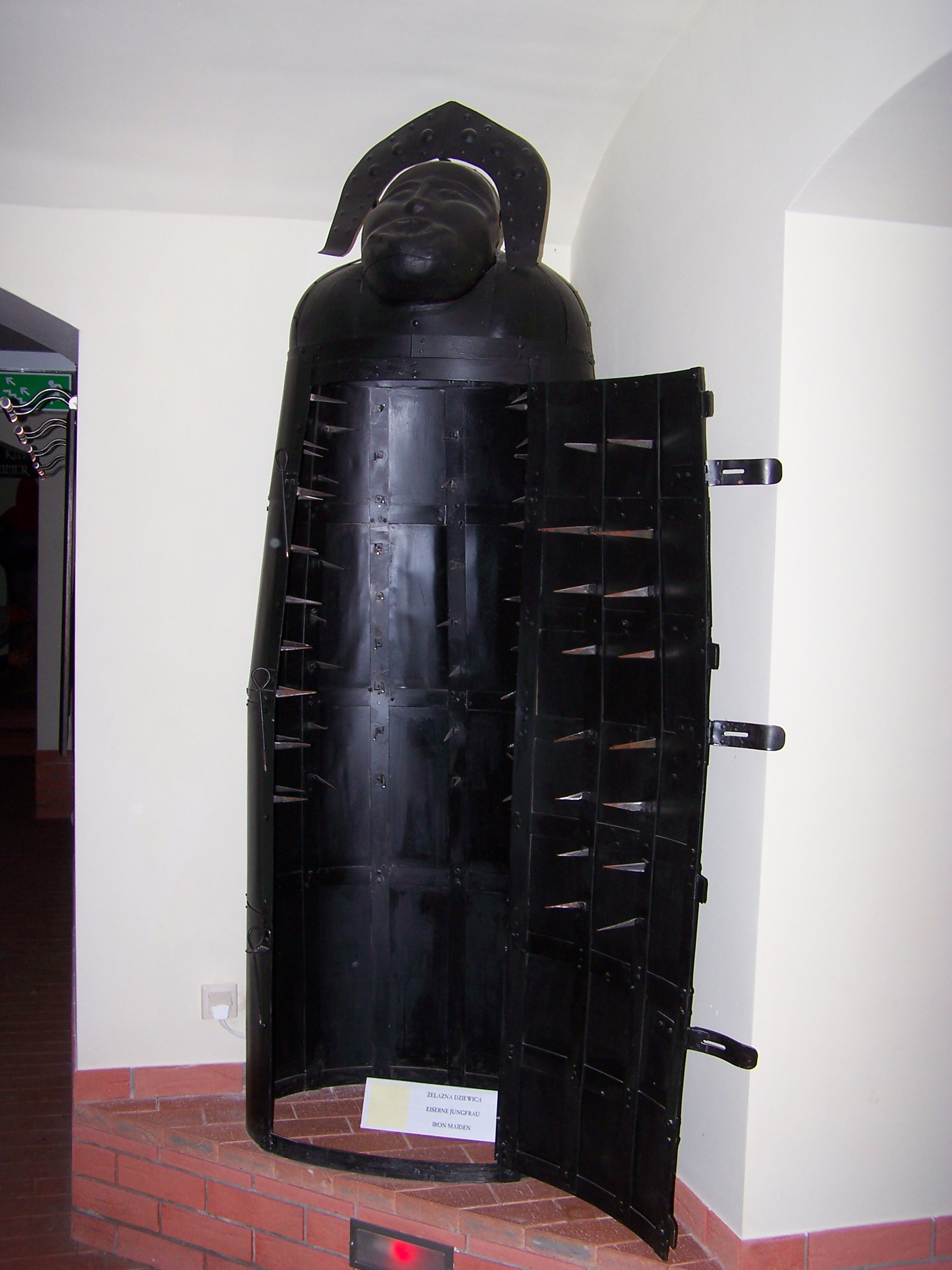
La doncella de hierro, instrumento de tortura en el que se inspiraron para el nombre de la banda y del disco homónimo.

Fue así que con algo de esfuerzo Harris consiguió firmar con EMI después de que Rod Smallwood (ya mánager de la banda por aquel entonces) consiguiera que Brian Shepherd, presidente del sello discográfico, presenciara el histórico concierto de la banda en el Club Marquee en 1979 el cual calificó como electrizante, y una semana más tarde, Iron Maiden firmaba contrato con la compañía discográfica. Contrato que estaba en competencia con otra banda representativa del NWOBHM, Def Leppard.
En diciembre del 1979, el grupo entró en los estudios Kingsway de Londres y realizó una primera grabación con el productor Guy Edwards. Sin embargo, la banda le despidió por estar descontenta con la calidad de su producción. Otro productor, Andy Scott, fue descartado por insistir a Harris en que tocase su bajo con púa en vez de con los dedos. Finalmente, Will Malone fue el elegido para producir el álbum. En febrero de 1980 y después de solo trece días, Iron Maiden terminó la grabación del disco teniendo así su primer álbum de estudio, algo destacable ya que hace unas pocas semanas atrás la banda se ganaba un nombre haciendo espectáculos en clubes siendo uno de estos especialmente recordado, ya que el vocalista de la banda Paul Di'Anno fue arrestado por la policía haciendo que Harris en vez de retirarse con su grupo del escenario, se subiera de todas formas con su conjunto siendo bajista y cantante sólo por aquella ocasión. Su entrega sobre el escenario impresionaron tanto a Rod Smallwood que decidió ser el mánager del grupo lo que propició que Rod contactase con el mandamás de EMI para luego este ofrecerle el contrato a los británicos. Sin duda un premio a la perseverancia y coraje de Steve y por sobre todo a la acertada visión de Rod (así como su poder de persuasión).
Mientras Iron Maiden afirmaba su popularidad y aceptación ante el mundo del heavy metal, Steve tuvo la idea de que para que la banda tuviera una mayor identidad ante sus seguidores, crear un ícono o emblema distintivo. Fue así que fue delineando cuidadosamente un espectáculo acorde a la magnitud de sus aspiraciones. Al princípio Steve gastaba algo de las ganancias de la banda en efectos especiales de humo que lanzaba al público asistente que salían por detrás de la batería de Doug Sampson, después Steve le pidió a Dave Beasley que construyera un muro de madera con una figura de la cual por su boca saliera el humo, Beasley construyó el pedido con la imagen de un ser antropomorfo del cual Harris quedó fascinado, de hecho al enterarse después de que la figura provenía de una leyenda urbana de la que Beasley sabía solo aumento más su aprecio a esta. Fue así que recibió (según las historias de Beasley) el nombre de Eddie al cual llevaban a los conciertos de pubs y clubs para causar impresión del público, el humo salía por la boca de Eddie hacia los asistentes y terminaba como niebla flotando en el ambiente por unos minutos, esto rápidamente terminó siendo el clímax del show siendo acuñado a Doug la frase que luego tomaría Di'Anno en las posteriores presentaciones:

All the confusion will reign this place, when Eddie the head blows the mist. (Toda la confusión reinará en este lugar, cuando Eddie la cabeza sople la niebla.)
Doug Sampson

Y así nació Eddie the Head, esta fue la respuesta a la búsqueda de Harris y decidió sacarle el máximo provecho como cuando hacía a Paul Di'Anno llevar una máscara de Eddie en medio del show, haciendo aumentar la fama de la mascota y por ende la del grupo y sus números que cada vez estaban ganando espacio en medio de la enorme marea punk. Ganó tanta fama Eddie que cuando firmaron el contrato con EMI Steve pidió conservar la mascota y la tipografía con la cual escribían el nombre de la banda, para así usar ambas en la portada del disco por lo que Harris pidió un diseño a cuerpo completo del ya mítico ser, poco a poco fue ganándose un lugar especial en la historia del grupo. Los bosquejos iniciales de Eddie merecieron la aprobación de todos los integrantes del grupo, tras lo que Beasley se entregó con absoluta dedicación al perfeccionamiento de ese personaje. El ícono rediseñado luego por Derek Riggs dio como resultado una versión un poco más definitiva en febrero de 1980, la imagen de Eddie comenzaba a recorrer el mundo.
Y de esta forma el 14 de abril de 1980 lanzó oficialmente el esperado primer álbum de estudio con el nombre Iron Maiden. Recibió excelentes críticas y alabanzas por parte de los medios especializados, y sobre todo por parte de los admiradores que lo califican como una genial pieza maestra con grandes clásicos como Prowler, Phantom Of the Opera, Transylvania, Running Free, Remember Tomorrow, etc. Teniendo como detalle que 8 de las 9 canciones fueron escritas por Steve (excepto Charlotte The Harlot cuya autoría es de Dave Murray). Pero para Steve Harris no llegó al nivel que hubiera deseado, ya que consideró que el productor discográfico Will Malone no trabajó lo suficiente en el sonido. A pesar de la inconformidad de Harris, el disco tiene un sonido crudo que va acorde con la voz de Di'Anno lo cual lo hace una pieza vital y genial en la que se plasmó la gran energía y magia de aquella época, y que por otro lado llegó al número 4 en las listas británicas lo cual indica que a nivel comercial el disco también se hizo conocido y obtuvo grandes ventas, algo inusual en bandas debutantes en el Reino Unido más aún si esta llega a vender 300.000 unidades en Gran Bretaña y ser disco de platino, 100.000 unidades en Canadá, y lo más destacable llegar a ser disco de oro en Alemania con 100.000 discos vendidos, todo un mérito en tierras extranjeras para su debut. Para celebrarlo, la banda retornó al mítico "Ruskin Arms" que los vio nacer para hacer otro recordado e histórico concierto (además de una gira benéfica). El gran éxito del álbum debut de Iron Maiden no fue casualidad, sino el resultado de la calidad superior que ya los distinguía del resto de las bandas desde hace años, y el apoyo de sus miles de seguidores con los que ya contaban.

### La llegada de "The Juggler" y la mejora del sonido

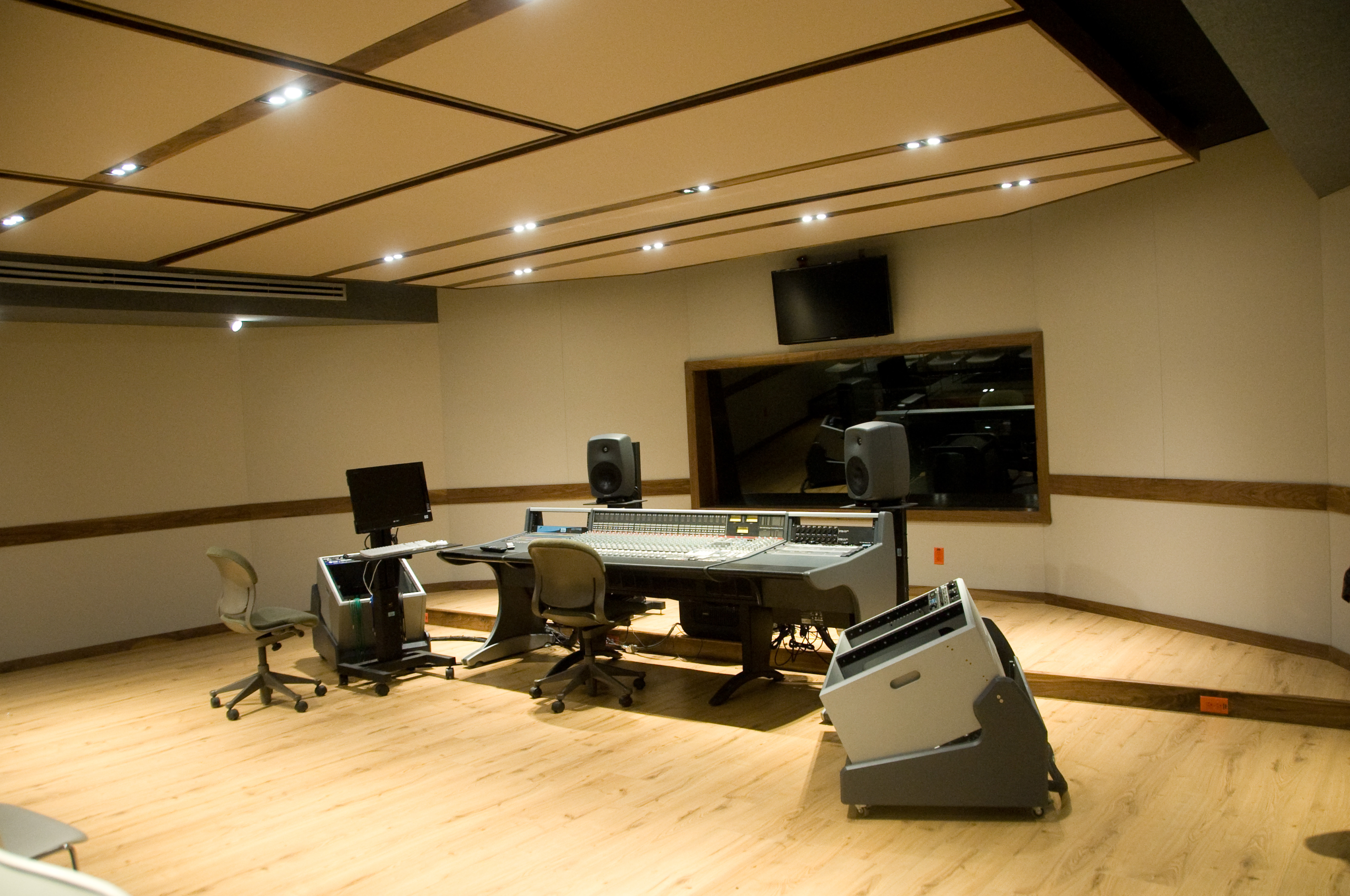
La llegada de Martin Birch supuso un cambio en el sonido tan importante en la banda, que buena parte del sonido forjado por el bajo de Harris que lo llevó a ser reconocido, fueron por el trabajo de sonido de Birch.

Ya para finales de 1980 y con la gira de promoción del disco pasado ya terminada, que comenzó el 1 de abril de 1980 y terminó más de cien conciertos después, el 21 de diciembre en el Rainbow Theatre de Londres. Pasando por Italia, Alemania, Francia, Suiza, Países Bajos, Suecia, Dinamarca, Noruega y Bélgica (siendo en aquel país su debut en el extranjero). Steve se preparaba para sacar un nuevo disco para la banda sin embargo las dudas para encontrar un productor discográfico que se comprometiera de verdad en el sonido de la banda y cumpliera con las ambiciones de Harris, esto fue así hasta que decidió contactarse con Martin "The Juggler" Birch que resultaba ser un productor confiable debido a que había trabajado con grupos como Deep Purple, Black Sabbath y Fleetwood Mac (teniendo en su haber la producción de discos clásicos como Machine Head y Heaven and Hell de los mencionados respectivamente). Harris en un momento dado en las grabaciones del disco Iron Maiden pensó en entablar conversaciones con "The Juggler", sin embargo el mismo bajista abandonaría esa idea para quedarse con los servicios del productor discográfico Malone a quien luego Harris culparía en no haberse puesto a trabajar más seriamente en el sonído del disco debut, ahora que Harris había visto los resultados de sonido de su disco anterior no repetiría ese error otra vez buscando de forma decidida a Birch. A este le fue entregado el material de la banda teniendo la idea de que aquel sujeto se tomaría su tiempo en analizarlo, sin embargo a Martin le basto una breve escucha del disco anterior para saber que ahí había dinamita para ser explotada. Tanto fue así que "The Juggler" le consultó a Steve por qué no lo buscó en el primer disco ya que él habría aceptado de inmediato, la respuesta fue:

"Pensamos que eras demasiado famoso para decir que si".
Steve Harris,  respondiendo a Martin Birch.

Pero esta no fue la única inclusión para la banda, después del primer álbum el guitarrista Dennis Stratton, que ingresara en la séptima alineación del grupo sale de la banda debido a diferencias musicales. En su reemplazo entró Adrian Smith, el cual era amigo personal de Dave Murray, y que anteriormente había rechazado unirse, ya que estaba muy entusiasmado y cómodo con su banda Urchin que además estaba teniendo éxito.
Así con la llegada del nuevo integrante la composición del disco se hizo con algunos cambios con respecto a lo musical, ya que todas las canciones con excepción de Murders in the Rue Morgue y Killers, fueron escritas antes del lanzamiento de su disco debut (no podían caber todos en un álbum, y posteriormente fueron regrabadas para incorporar a Adrian Smith); una temprana versión de Wrathchild fue incluida en la compilación Metal for Muthas. 2 pistas del álbum fueron instrumentales sumado a la balada Prodigal Son que hicieron de este disco algo diferente del anterior, aunque manteniendo algunas bases como el hecho de que una vez más Harris compuso todos los temas y que estos tuvieran temáticas históricas como la canción Genghis Khan.
El 2 de febrero de 1981, Killers vio la luz, la voz de Di'Anno, llena de pasión y emoción quedó muy bien plasmada en temas como Purgatory, Wrathchild o Killers, haciendo que en ese mismo febrero Iron Maiden comienza su primera gran gira mundial, aprovechando la numerosa cantidad de admiradores alrededor del mundo que ya quería verlos en vivo. En Europa salieron de gira con Kiss llegando a ser todo un acontecimiento el hecho de que la banda soporte tuvieran tal recepción que incluso llegaba a superar la de los propios Kiss como hasta el mismo mánager de la banda estadounidense reconociera. Lo mismo en una extensa gira por los EE. UU. en donde salieron de tour con muchas bandas entre ellas Scorpions, Judas Priest, 38 Special, Rainbow, etc. Realizaron su primera gira en Japón y junto a esta, la grabación del álbum en directo Maiden Japan, el 23 de mayo de 1981, le valió al grupo la conquista de su primer disco de Oro a nivel de discos en vivo.
A nivel comercial el disco alcanzó el puesto 12 llegando a tener discos de oro al vender 100.000 unidades en Reino Unido, 20.000 unidades en Suecia, 100.000 unidades en Alemania, 200.000 en Francia y 500.000 discos vendidos en EE. UU.. A lo que también hay que agregar las 100.000 discos vendidos en Canadá.

### La aparición de Dickinson y el salto a la fama

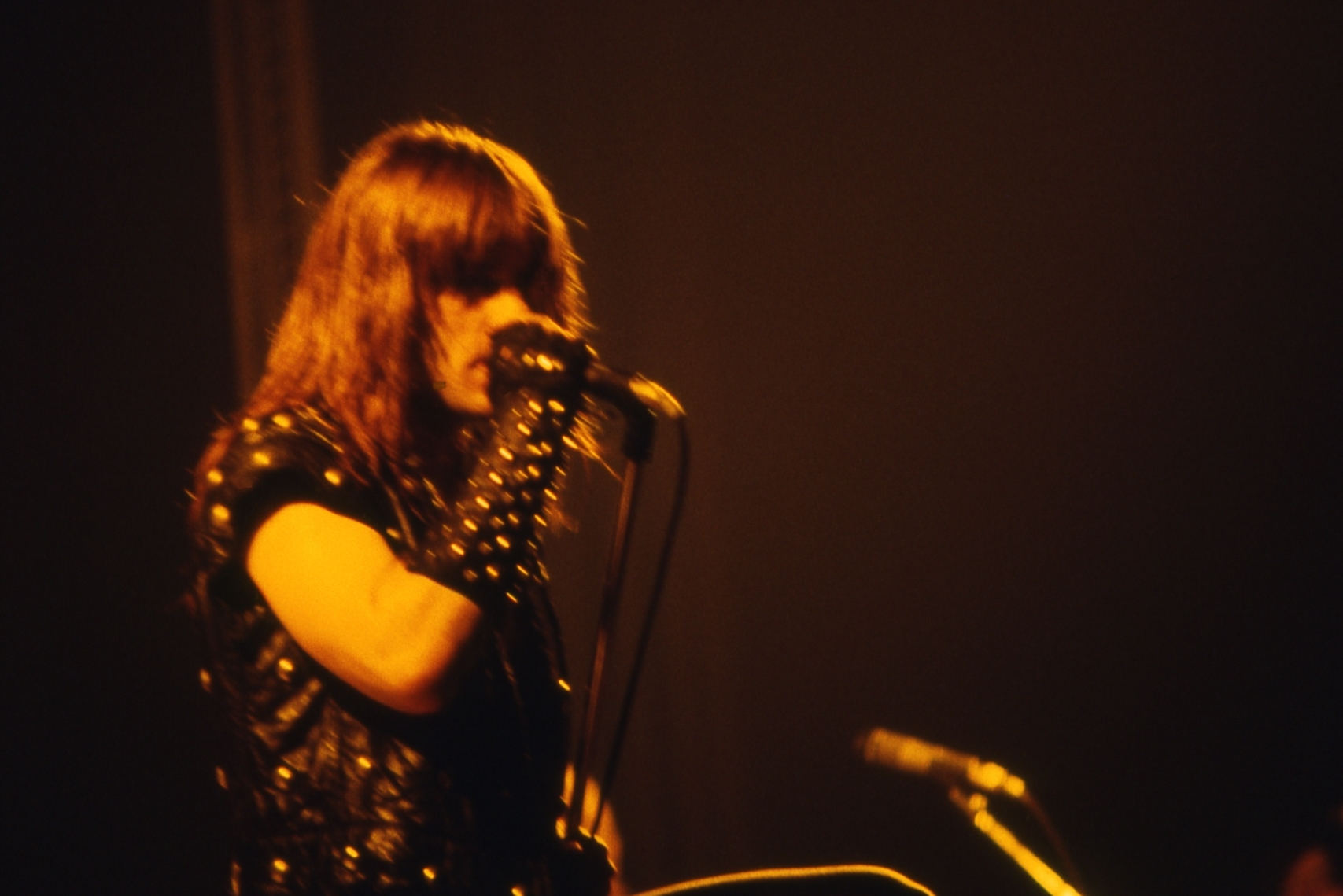
Pudiendo llegar a notas mucho más altas que su antecesor, Dickinson hizo posible que la banda pudiera alejarse de los ritmos algo punk de los 2 primeros álbumes y así conseguir que Steve cambiara las composiciones de los temas acorde a las habilidades del nuevo vocalista. Obteniendo la banda fama, alabanzas, éxito y polémicas.

No obstante a pesar de la gran gira mundial realizada por la banda, el ascenso de la banda no frenó los cambios que se producirían al interior de la misma. Paul Di' Anno fue expulsado de la agrupación debido a su estilo de vida de excesos con el alcohol y las drogas, que lo tenían física y psicológicamente desgastado. Di' Anno había sido detenido por la policía en varias ocasiones debido a sus abusos, por lo cual había fallado a la banda en momentos claves. Esto motivó a Steve Harris a tomar la difícil decisión de no contar más con él como vocalista. Tras su ausencia, vocalistas como Terry Slesser audicionaron para la banda, pero fue finalmente fue Bruce Dickinson, (otro ex-Samson), quien llegó el mismo año para ocupar el puesto. Cuando la idea de incluir a Dickinson fue propuesta por Steve al mánager Rod Smallwood, este inicialmente se mostró reticente, debido a un problema que él había tenido en el pasado con la banda Samson. Sin embargo, Steve convenció a Rod de que fueran a ver a Bruce en un show de Samson, en el mítico Reading Festival en Inglaterra. Tras ver en vivo la calidad de Dickinson, tanto como vocalista como frontman, a Rod y a Steve no les quedaron dudas de que él era el cantante ideal para Iron Maiden. De esta manera, lo contactaron para que presentara una audición con la banda, y justo cuando interpretó la canción Remember Tomorrow, le dijeron que quedaba contratado. Bruce dudó en aceptar el puesto, pues no quería abandonar a sus compañeros de Samson, pues sabía que con su ausencia la banda podría irse abajo (como efectivamente ocurrió). Pero la propuesta de Iron Maiden era bastante tentadora, al tratarse de una banda ya fichada por la gigante EMI Music y que se encontraba girando por toda Europa, Estados Unidos y Asia. Después de meditarlo por varios días, aceptó. El primer concierto de Dickinson con Iron Maiden fue el 26 de octubre de 1981 en Bologna, Italia.
Steve ya preparaba su nuevo disco, ya que este no quería darse un lapso muy largo entre disco y disco ya que él había aprendido que a diferencia de otras bandas que contaban con mayor cobertura de las radios, Iron Maiden penosamente no era muy exhibida por las mismas ya que su música solía no ser muy bien vista por el público en general, es por esto que Harris hábilmente llegó a la conclusión de que tendría que brindar espectáculos en vivo magníficos y discos de excelente calidad, teniendo que sacar al inicio de su carrera discos de forma consecutiva para ganarse el respeto y fama para conseguir romper los caprichos de la sociedad de aquel entonces.The Number of the Beast es el único álbum de Iron Maiden que incluye créditos de composición de Clive Burr, y el primero con temas escritos por Adrian Smith. Además, Steve Harris adoptó un enfoque diferente en la composición, para aprovechar la voz Bruce Dickinson.

Sencillamente no creo que el anterior vocalista (Paul Di'Anno) fuera capaz de cantar algunas de las líneas que Harris tenía en mente [...] cuando Bruce llegó, se abrieron un montón de posibilidades para el nuevo álbum.
Martin Birch, dando su opinión sobre la calidad de ambos vocalistas.

Según varias entrevistas, Dickinson estuvo muy involucrado en la composición de varias de las canciones del álbum, en particular Children of the Damned, The Prisoner y Run to the Hills. Debido a asuntos contractuales con su anterior banda, Samson, Dickinson no podía tomar parte en ninguna de las composiciones para el álbum y solo podía realizar "contribuciones morales", lo que significaba que podía influir en algunos temas, pero no realizar grandes contribuciones como para obtener créditos de composición. La grabación y la mezcla del álbum fue completada en tan solo cinco semanas.
La prensa musical contó que durante la grabación en los estudios Battery, sucedieron fenómenos inexplicables, como que las luces se encendían y apagaban sin motivo aparente y el equipo de grabación se rompió misteriosamente. Estos incidentes llegaron a su clímax cuando el productor Martin Birch accidentó su coche contra un autobús lleno de monjas. La factura de la reparación de su automóvil fue de 666 GBP.

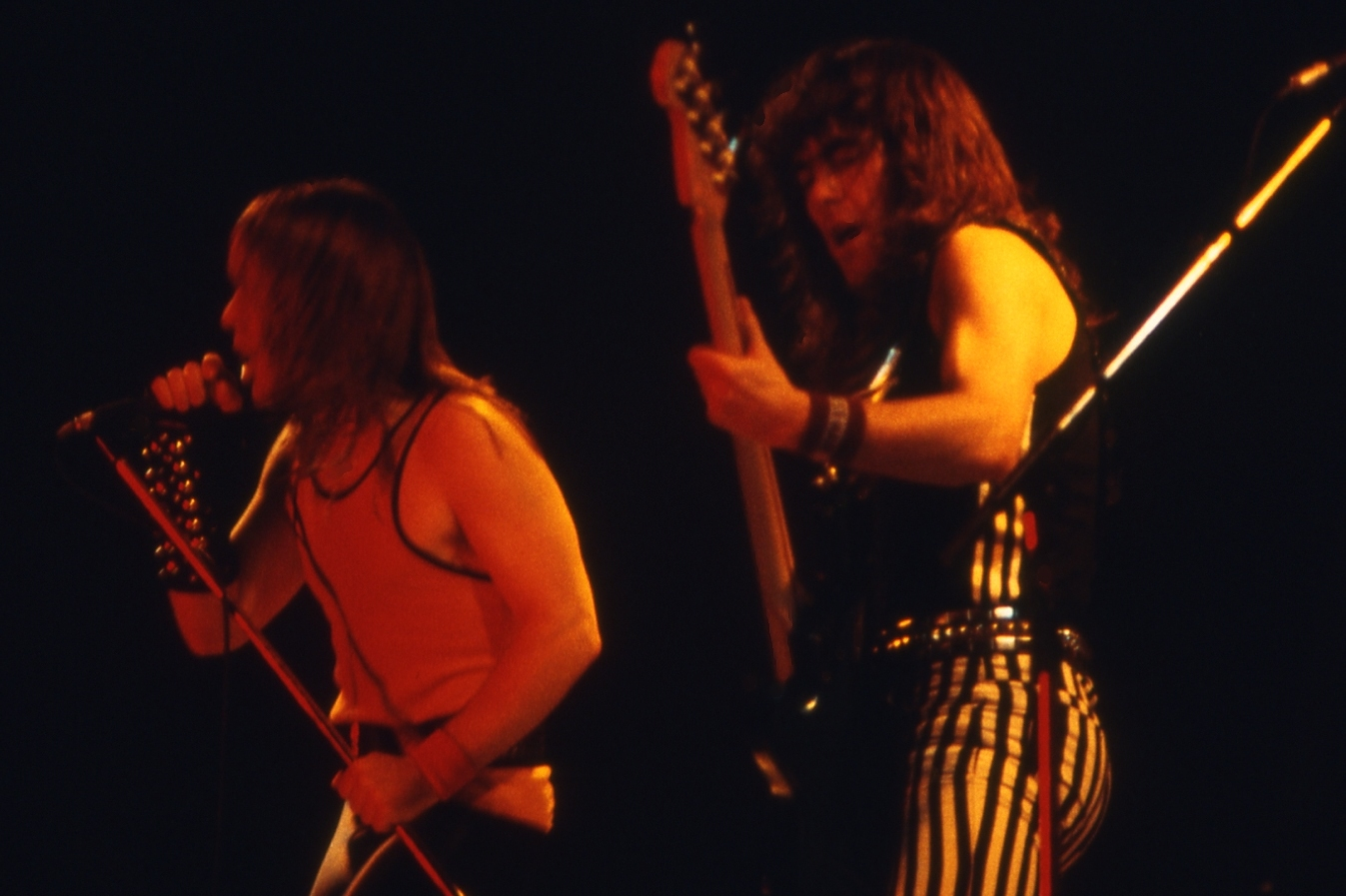
Steve y Bruce tocando en un concierto celebrado el 4 de abril de 1982 en el Velódromo de Anoeta en San Sebastián.

El 22 de marzo de 1982 se lanzó el disco The Number of the Beast siendo desde su lanzamiento y su correspondiente gira The Beast on the Road bastantes polémicos, The Beast (La Bestia) ha sido un nombre alternativo para Iron Maiden, y sería más tarde utilizado en los títulos de algunos recopilatorios y trabajos en directo, como por ejemplo Best of the Beast y Visions of the Beast, el álbum tuvo un gran éxito entre la crítica y el público, llegó al puesto número uno en Reino Unido para la banda y la certificación de disco de platino en Estados Unidos. La banda se enteró del número 1 alcanzado mientras se encontraban varados en la carretera de Arizona por una llamada de Rod a Harris quien se puso a celebrar junto con los demás en el mismo bus. Dos sencillos fueron extraídos del álbum: The Number of the Beast y Run to the Hills; este último fue el primer sencillo de la banda en alcanzar el top 10 en Reino Unido. El álbum también tuvo polémica debido a la naturaleza profana de las letras y su portada.
El álbum fue seriamente criticado por varios grupos conservadores, especialmente en los Estados Unidos, donde la banda fue acusada de ser satánica. Estos grupos organizaron quemas públicas de los trabajos de Iron Maiden, sin embargo, algunos grupos religiosos optaron por destrozarlos a martillazos, por temor a la inhalación de los humos de los vinilos quemados. Harris declaró: «Fue una auténtica locura. Obviamente no habían leído las letras del álbum. Solo lo hacían porque creían en toda esa basura de que éramos satánicos». Como resultado, la gira The Beast on the Road fue objeto de numerosos boicots y manifestaciones. Los activistas rodearon las zonas de los conciertos y repartieron folletos a los asistentes, e incluso en una ocasión levantaron una cruz de veinticinco metros. Esto no amedrentó a Steve quien viendo el fuerte impacto que había generado comprendió que por fin le llegaría la gloria que tanto tiempo buscó y echarse atrás sería algo imperdonable.
Desde su lanzamiento, el álbum ha recibido constantes elogios de la crítica. Allmusic lo describió como «sencillamente uno de los mejores álbumes de heavy metal que se hayan publicado». Sputnikmusic lo nombró «un clásico en el mundo del metal», mientras que BBC Music alabó los complejos arreglos del disco. Q situó el álbum en el puesto cien en su lista de los «100 mejores álbumes británicos» de todos los tiempos en el año 2000; al año siguiente lo colocó en la primera posición de los «50 álbumes más heavy de todos los tiempos»; y en 2006 fue situado en el puesto cuarenta de los «40 mejores álbumes de los '80». IGN y Metal Rules situaron en la tercera y la segunda posición, respectivamente, en sus listas de los mejores álbum de heavy metal. The Number of the Beast está incluido en el libro 1001 discos que hay que escuchar antes de morir aunque otro disco de la banda, Iron Maiden, también figura en la lista. Por fin Steve había conseguido el reconocimiento gracias a su esfuerzo Iron Maiden ahora era una banda de Heavy Metal reconocida.

## Consolidación de La Bestia
Después de haber conseguido elogios, éxito en ventas y polémicas todo en uno por el lanzamiento de The Number of the Beast, muchos imaginaron que después de esto Harris se tomaría algo de tiempo para descansar y relajarse sin embargo este tenía muchas ideas en la cabeza inclusive al haber terminado la gira The Beast on the Road, el exceso de nuevas letras y ritmos en su cabeza sumado a la imperiosa necesidad de llevarlas a cabo, hizo que Steve prácticamente no reposara nada ya que en cuanto finalizó todos los conciertos se puso manos a la obra en el nuevo álbum de la banda británica.
Tristemente recibió la noticia de que Clive Burr miembro de la banda desde 1979 dejaba la agrupación por problemas personales e incompatibilidad de agenda con las giras. Este fue reemplazado por el baterista Nicko McBrain, cuyo estilo difería del de Burr generando ciertas reticencias a la inclusión del nuevo baterista. Aquí se formó la clásica formación de Iron Maiden que sería Steve Harris en el bajo, Bruce Dickinson como vocalista, el tándem de guitarras compuesto por Dave Murray y Adrian Smith y con Nicko McBrain en la batería.

### Formación dorada y el Eddie rapado

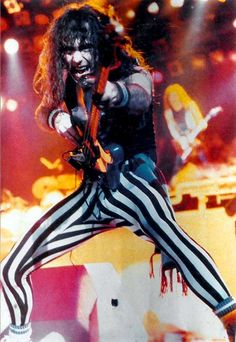
Steve Harris en 1983 durante la World Piece Tour.

Para finales de marzo de 1983 el disco ya estaba terminado casi en su totalidad siendo esta de una composición mucho más compartida que el resto de sus otros trabajos, como se puede apreciar en la inclusión de Adrian Smith cuya labor compositiva se vería potenciada en este disco y generaría grandes clásicos para la banda, y la de Bruce Dickinson cuyos trabajos en conjunto con el guitarrista sirvieron para darle un toque mucho más melódico al disco y cambios de ritmo brillantes. La labor de Dickinson se puede apreciar en las pistas Die With Your Boots On con Harris y Smith, Sun and Steel con Smith repitiendo créditos, el ya a estas alturas gran clásico Flight of Icarus con Smith era que no (curiosamente en esta canción no hubo participación alguna de Harris) y en su tema 100% en solitario Revelations al que se le han buscado diferentes significados sin embargo Dickinson no se ha referido en torno a esta canción por lo que no se tiene conocimiento directo de su verdadero simbolismo. Para muchos se le ha atribuido el significado de la pista a la admiración que tiene Bruce por Aleister Crowley un influyente ocultista, místico, alquimista y mago ceremonial inglés que fundó la filosofía religiosa de Thelema (algo no muy descabellado ya que el vocalista en un futuro haría muchas canciones con respecto a la vida y obra de Crowley).
El 16 de mayo de 1983 se edita el álbum llamado Piece of Mind. Literalmente el nombre del álbum se traduce como "pedazo de mente", pero que en un juego de palabras en el idioma inglés, también se pronuncia como "peace of mind", que significa "paz mental", ya que tanto piece como peace son homófonos pero que en su significado final varían demasiado ya que piece significa pedazo y peace significa paz, lo cual estas palabras en comparación y relación con sus versiones españolas son también cognados. En la portada de este álbum Eddie the Head pierde su abundante cabello y queda rapado, con la frente revelando los tornillos de metal que le sostienen la tapa de la cabeza notoriamente abierta (esto guarda relación con el nombre del disco). Esto al parecer fue hecho a propósito por Harris que quería mostrar el contenido que la banda podía llegar a tener en sus ideas y concepciones, a diferencia de otras que se dedicaban a hacer letras sin sentido o de cosas triviales y muy vagas. Tal vez intentaban persuadir a la gente de que, metiéndote en la cabeza todas esas (u otras) referencias literarias a las que se aluden en las canciones, uno sería capaz de obtener cierta tranquilidad intelectual y romper así las cadenas de la ignorancia. Dichas cadenas estarían representadas en la portada, y de hecho Eddie the Head, está rompiéndolas. La frase "Piece of mind" en inglés también hace referencia a hablar con ira a alguien, como cuando una persona pone en su lugar a otra, o como (para poner un ejemplo) cuando una madre reta a un niño.
Las referencias literarias que se aluden en la portada aparecen demasiado en la discografía de Maiden pero sobre todo en este disco, ya que se utilizan mucho en las canciones que dieron vida y fama a este álbum. Un ejemplo concreto es el tema Flight of Icarus que está basada vagamente en el mito griego de Ícaro y su padre Dédalo, que relata el escape de ambos del laberinto de Creta usando un par de alas de cera cada uno con lo cual saldrían de su peculiar prisión para luego dirigirse hacia Sicilia, teniendo como gran obstáculo el hecho de que si volaban demasiado bajo la espuma del mar mojaría las alas y no podrían volar y si volaban demasiado alto el calor del sol derretiría la cera lo que como consecuencia terminaría en una caída libre hacia la muerte. Dickinson admite que modificó la historia original para hacerla una alegoría de la rebeldía de la adolescencia contra la autoridad adulta (la cual, en este caso, terminó con la muerte de Ícaro al igual que en el relato original). También se pueden apreciar más referencias de este tipo con el tema To Tame a Land que está inspirada en la novela de ciencia ficción Dune del escritor Frank Herbert. Sin embargo, cuando Steve requirió el permiso de dicho autor para nombrar la canción Dune, el agente de Herbert rehusó, diciendo: No. Porque a Frank Herbert no le gustan las bandas de rock, particularmente las bandas de heavy rock, y especialmente bandas de rock como Iron Maiden.
El disco recibió excelentes críticas por parte de la prensa y los seguidores de la banda, encontrándose en el puesto número veintiuno de los discos más influyentes de la historia para la revista IGN. También Harris se sintió especialmente conforme y orgulloso con su labor y el resultado conseguido con este disco en varios aspectos mencionando varias veces que este es uno de sus trabajos preferidos. El disco vendió 300.000 unidades en Gran Bretaña alcanzando el puesto 3 en las listas, fue disco de oro en Finlandia y Alemania vendiendo 10.000 y 100.000 unidades respectivamente, fue doble disco de platino en Canadá vendiendo 200.000 unidades y en EE. UU. se vendieron 1.000.000 de discos alcanzando el disco de platino.

### Inspiración egipcia

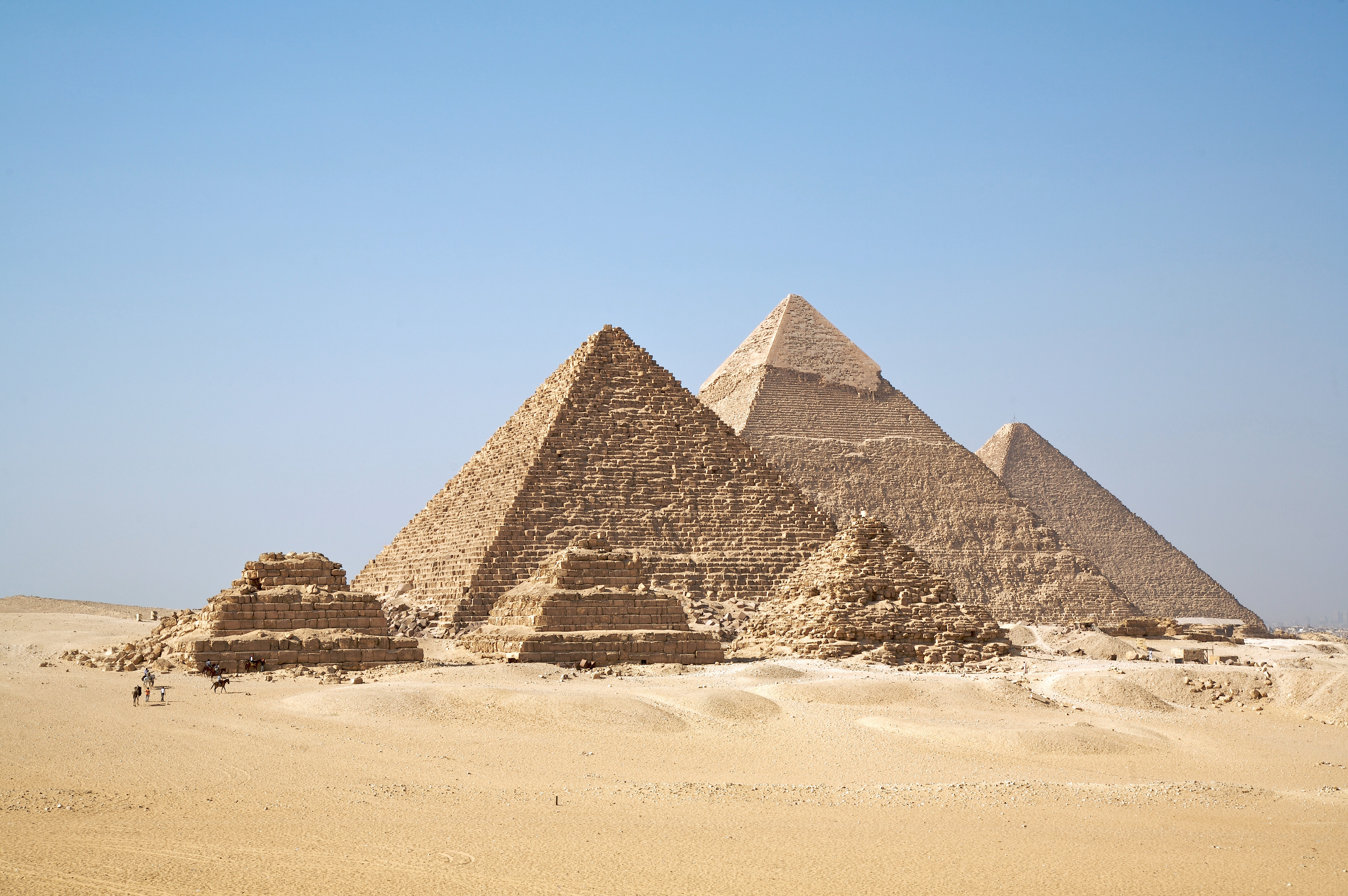
Durante unas vacaciones que pasaron en Egipto y quedar posteriormente impresionados con la majestuosidad de las pirámides, decidieron que el próximo disco tendría una temática en referencia a la cultura egipcia sirviendo como gran inspiración las pirámides de Guiza. En la imagen se encuentran las 3 pirámides Keops, Kefrén y Micerino.

Después de finalizado todos los conciertos del grupo, Steve decidió en conjunto con los demás irse de vacaciones al país Egipto para que el ambiente distendido, serenamente incomunicado y culturalmente interesante les recomponiera las energías para volver al ruedo con nuevas ideas para su discografía. Como habían quedado de acuerdo de forma tácita antes del viaje, este no sería un breve tiempo de esparcimiento programado sin libertad de tomar acciones de propia voluntad (como había imaginado un asustado Bruce que era el plan original de Harris), serían unas vacaciones como propiamente tal. Y como todo buen turista, los ingleses no desaprovecharon la oportunidad dorada de conocer la rica historia de Egipto, visitando lugares como El Cairo, el río Nilo, Alejandría, el desierto del Sahara, etc. A través de sus viajes Harris fue aprendiendo de sobremanera las historias que se tejían en aquel país y los personajes históricos que pasaron por aquella tierra, un claro ejemplo es Alejandro Magno cuya vida junto con la de su padre Filipo II de Macedonia le fascinó tanto así que se planteó seriamente la idea de hacer un tema de larga duración al respecto. Pero todo esto no sería nada sin visitar una de las Siete Maravillas del Mundo Antiguo siendo las pirámides de Guiza un punto obligado a echar un vistazo (como todo turista que visita Egipto), Harris había obviamente oído hablar de las pirámides y visto también fotos de ellas en los libros que veía en su etapa escolar y en sus ratos de ocio, sin embargo el no imaginaba que verlas en la realidad llegaría a ser tan impactante para el como para sus compañeros. La majestuosidad de las edificaciones lo subyugó tanto que el decidió que el próximo disco tendría que ser una referencia clara a la cultura egipicia, ver después las elaboradas trampas de las construcciones, las maldiciones que en ellas habitaban, las torturas que recibían como castigo algunos infelices y la idolatría que recibían los faraones, dieron la idea del título del disco Powerslave (esclavo del poder). Cuando Steve les dijo de su decisión a sus camaradas este recibió todo el apoyo de todos sus compañeros ya que todos coincidían con él (incluido Dickinson).
El disco estuvo lleno desde su concepción con pistas sobre historias épicas que se sucedieron a lo largo de la historia. Un ejemplo es la primera canción del LP Aces High (compuesto por el mismo Harris), que está dedicada a todos aquellos pilotos ingleses que murieron luchando en la Batalla de Inglaterra. Algo parecida a la temática de The Trooper del anterior disco, solo que este tema trata sobre la batalla de Balaclava de 1854 durante la guerra de Crimea y está parcialmente basada en la obra de Lord Alfred Tennyson "La Carga de la Caballería Ligera". La canción tiene quizás una visión más triste de este poema, tomando el punto de vista de uno de los soldados de caballería muertos en combate. Es conocida por el sonido de "galope" de las guitarras y bajo, así como su riff pegadizo y fácil de recordar, y es una de los favoritas del público en los conciertos. Irónicamente la canción es más larga que el poema que lo inspiró. También contiene composiciones de larga duración como Powerslave y Rime of the Ancient Mariner.
El 3 de septiembre de 1984 fue lanzado al mercado el álbum que para muchos marca la esencia resumida de Iron Maiden, además de ser considerado como una de las más puras y dignas expresiones del Heavy Metal de todos los tiempos: Powerslave y que por lo mismo marcó en un antes y un después la escena del Heavy metal. Con este álbum se embarcarían en la mítica The World Slavery Tour, gira que abarcó 23 países y constó de 191 conciertos en 331 días, de esta forma, Dickinson, Harris, McBrain, Smith y Murray aceptaron el desafío; la gira concluye en los Estados Unidos con récords de audiencia a pesar de la prácticamente nula difusión en los medios masivos como se mencionaba anteriormente, lo cual es mencionado incluso por el propio Bruce Dickinson en el concierto del “Live After Death” grabado en Long Beach Arena en California.
La crítica se deshizo en elogios, albanzas y felicitaciones por la composición, sonido, imagen, concepto general, canciones y la voz de Dickinson. El éxito comercial no se hizo esperar llegando a vender 100.000 unidades en Reino Unido alcanzando el puesto 2 y siendo de paso disco de oro al igual que en Alemania donde vendieron 100.000 unidades, en Canadá fueron 200.000 discos llegando a ser doble disco de platino (otra vez) y vender 1.000.000 de discos en USA (disco de platino).

## Experimentación
Al término de una gira tan extensa como la anterior siendo la más larga de la banda a la fecha empezando el 9 de agosto de 1984 y terminando el 5 de julio de 1985, era natural que todos los integrantes estuvieran muertos de cansancio, entonces Harris les dio a sus compañeros un tiempo libre (más bien lo exigieron sus compañeros y él en realidad no pudo negarse demasiado debido a que él también se encontraba en pésimo estado) que terminó siendo por el resto del año para luego volver a los estudios a grabar el nuevo trabajo. En aquella época Harris y Dickinson tuvieron sus primeros roces debido a la sobreexigencias de Steve a la hora de actuar sobre el escenario como fuera de él, sus actitudes frente a situaciones anexas al conjunto siendo calificado por Dickinson como insensible, su poca libertad a la labor compositiva o más bien su excesiva aportación a los mismos y (obviamente) sus pocos tiempos de descanso después de extensas y desgastantes giras para luego volver a grabar otro disco y salir de gira otra vez en un ciclo que era constante. Dickinson consideraba que la obsesión de Harris de querer hacer giras extensas promocionando sus trabajos se contraponía con su filosofía de sacar discos de calidad constantemente, a pesar de las normales peticiones de Dickinson Harris llevaba su cuota de razón en lo de volver a los estudios de grabación de forma asidua ya que como anteriormente se ha mencionado, la banda inglesa no contaba con la misma cobertura que otras bandas más mainstream tenían en las radios y además la publicidad a sus espectáculos era nula, por lo que figurar constantemente por discos de calidad superlativa y shows apoteósicos era la mejor opción, sin embargo al vocalista le siguió molestando esta situación.

Nunca pensé que iba a terminar... empecé a sentir como si yo fuera una pieza de maquinaria, como si yo fuera parte del equipo de iluminación.
Bruce Dickinson

### La entrada de los sintetizadores

Blade Runner película estrenada en 1982 fue la principal fuente de inspiración para el concepto futurista que tiene el disco, aunque también esto se le atribuye a películas como Back to the Future, RoboCop, Terminator y Alien.

Fue precisamente en ese periodo de inactividad que Steve encontraría una nueva fuente de inspiración haciéndolo de la forma menos pensada, un día decidió ver una película de Harrison Ford llamada Blade Runner, filme que relata la historia del protagonista en una época futurista, de más está decir que la cinta le acabó gustando pero fue su representación del futuro lo que perduró en la mente del bajista, aquella película hizo ver a Harris que narrar historias en el futuro o relacionadas con el espacio-tiempo servía como urna de grandes ideas viendo que las películas, imágenes e incluso algo de música cuando las empleaban solían hacer trabajos destacables. Una vez finalizado el receso y en la vuelta a los estudios de grabación un decidido Harris les informó de su decisión a sus compañeros, sin embargo esta vez la acogida de sus ideas fueron bastantes cuestionadas ya que sus compañeros dudaban que la "musa" de Steve pudiera brindar buenas ideas o que la calidad de las mismas fueran algo que se asemejara a lo hecho anteriormente por la banda. Este fue uno de los principales motivos por los cuales Smith, McBrain pero por sobre todo un efusivo Dickinson renegaran de sus ideas, a tal punto llegó la discusión entre los involucrados Steve y Bruce que la situación se salió de control cuando los 2 empezaron una gresca calificada por los testigos como apoteósica rompiendo parte del equipo, algunos muebles y una ventana para luego ir al patio a continuar la batalla en la que ambos terminaron heridos debido a los puñetazos y patadas que se propinarob, tuvieron que intervenir la pelea los demás miembros de la banda incluido el mánager que se encontraba en aquel momento y también Martin Birch, que estaba revisando el estado de los equipos y había estado escuchando las ideas de Steve para tener una idea del sonido que necesitaba el próximo disco de la banda, la situación sólo llegó a término cuando a Bruce se lo llevaron y encerraron en una habitación de los Compass Point Studios mientras que con Steve tuvieron que recurrir a medidas más extremas para apaciguarlo desde que Nicko se quedara encima de él en el piso hasta arrojarle agua. Evidentemente a Compass Point Studios no le gusto nada esto y amenazaron con no permitirle a la banda grabar ahí. Rod Smallwood tuvo que recurrir a disculpas y mucha persuasión para impedir esto. Este acontecimiento quedó muy grabado en la memoria de los integrantes, que incluso con el paso del tiempo aun recuerdan este hecho con "cariño".

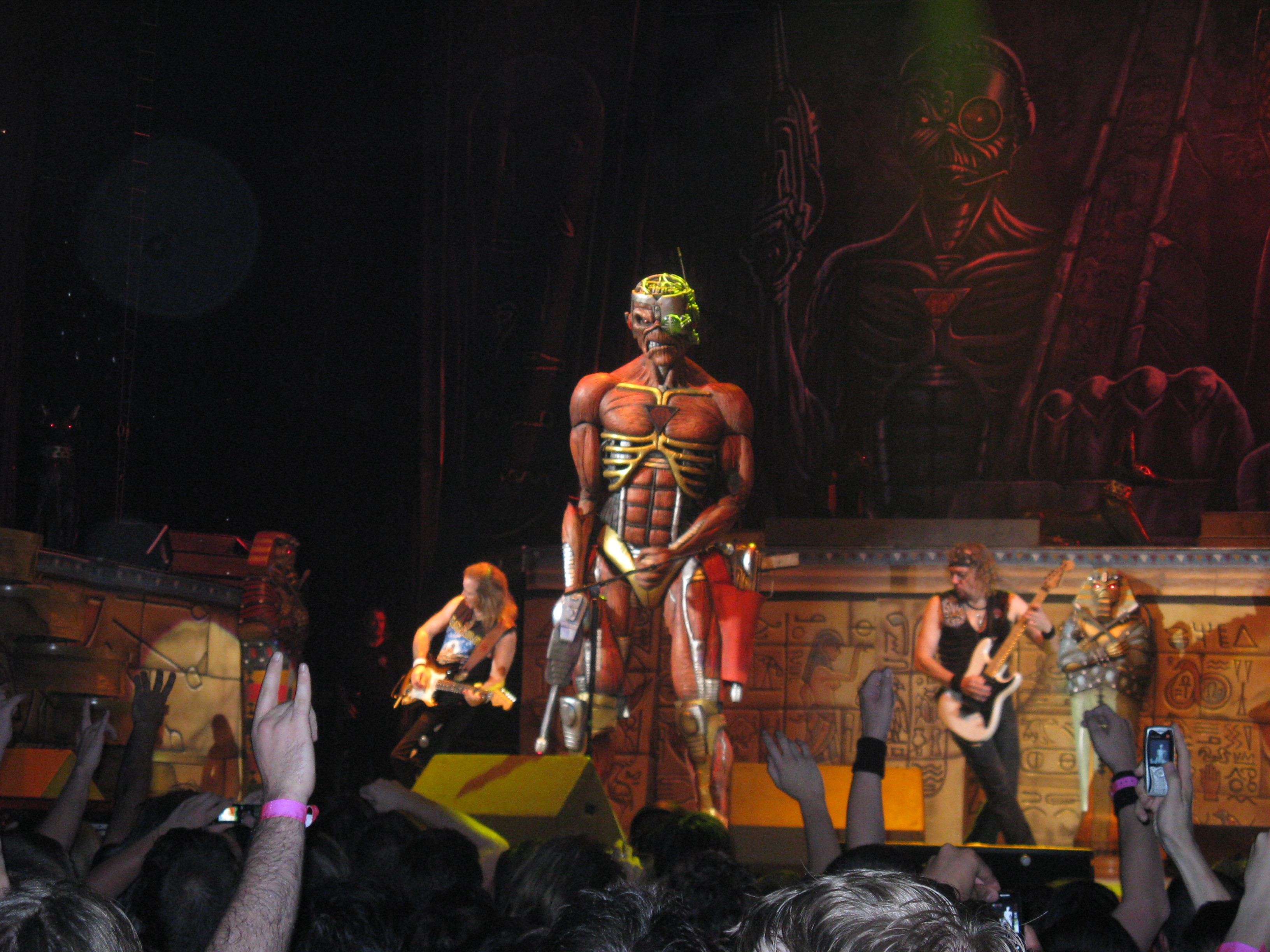
El diseño de Eddie ahora fue drásticamente distinto al acostumbrado llegando a ser un cyborg del futuro inspirado por las películas vistas por Harris. En la foto Eddie apareciendo en una presentación de la banda el 1 de julio de 2008.

La elaboración del disco fue de por sí complicada ya que Harris y Dickinson no mantenían solo una guerra física sino que también compositiva e ideológica. Después del incidente mencionado y un tiempo de distancia (sugerido por Rod), Steve llegó con unos bocetos de canciones que eran muy típicas de la banda, sólo que el contenido no convenció demasiado, mientras Bruce apareció con un manojo de temas que eran en su gran mayoría semi-acústicos (y algunos que eran completamente acústicos) que provocó que los demás se tomaran la cabeza, las pistas no eran malas pero evocaban a otras bandas y no era algo que Maiden quisiera llegar a hacer ya que no era su estilo. Ante tal situación ambos intentaron imponer sus composiciones por encima del resto, poniendo a los demás en una difícil posición que era apoyar a Steve y la dudosa calidad de su material, poniendo en riesgo su fama y respeto, o apoyar a Bruce y arriesgarse a hacer un cambio brutal en el estilo de la banda poniendo en riesgo su fama y respeto. No había escape, lamentablemente arriesgarían el respeto de la crítica y el cariño de los aficionados, ¿cómo se resolvió todo?, ¿quien fue el vencedor?.

Esa es la belleza de tener escritores fuertes en la banda. Si uno se está secando, tienes otras personas que pueden asumir el control.
Steve Harris, hablando sobre el talento de quién soluciono todo.

La respuesta es ninguno, ya que apareció de la nada un tercer contendiente que se llevó los aplausos de todos, Adrian Smith que se transformó en el héroe que guio a los demás por el sendero que la banda debía seguir. Al ver la disputa entre Bruce y Steve, este sugirió que le echaran una ojeada a su "humilde" conjunto de bocetos, el resultado fue increíble, los demás coincidieron que las pistas estaban soberbias y que sería un pecado desperdiciarlas, incluso Harris y Bruce no les quedó opción más que retirarse y seguir los bocetos hechos por Adrian, entre los cuales se encontraban los temas íntegros de Sea Of Madness, Stranger in a Strange Land y la memorable intro de Wasted Years, de la cual Smith no quería dejar escuchar el resto porque pensaba que era demasiado mainstream.
Somewhere In Time llegó el 29 de septiembre de 1986 siendo el primero de la discografía de la banda en ser de carácter experimental y rápidamente se notó un cambio en este álbum respecto a los anteriores. Harris decidió usar sintetizadores empleándolos en el material de Smith para dar mayor ambientación a las canciones con respecto a la temática del disco que permaneció siendo como Steve lo había predispuesto, usándolos también en la pequeña parte de su material para no fastidiar el ambiente futurista que el disco quería entregar siendo entre lo que rescató la tan postergada pista de Alejandro Magno llamada Alexander The Great, la parte de Bruce sin embargo no era posible llevarla al disco ya que al ser semi-acústicas no tenían cabida por eso Steve restringió al máximo los aportes de Dickinson. Otro hecho destacable se observa en la tremendamente detallada portada del mismo. Una portada que contiene numerosas curiosidades y alusiones a otras canciones de la historia de Iron Maiden.
Algunos se vieron sorprendidos por este nuevo sonido, sin embargo, el grueso de los seguidores de la banda se mantuvo fiel e intacto frente a estos cambios que lejos de decepcionarlos, les otorgó a ellos y a la propia banda, un nuevo aire, todo esto en pleno auge mediático del glam y en el que Iron Maiden se internaba en atmósferas progresivas y épicas a su vez. A nivel comercial el disco se posicionó en el puesto 2 en Reino Unido con 100.000 ventas, llegando a vender la misma cantidad en Alemania y Canadá, mientras que en EE. UU. llegaron al millón de ventas.

### Unión de ideas de pasados beligerantes

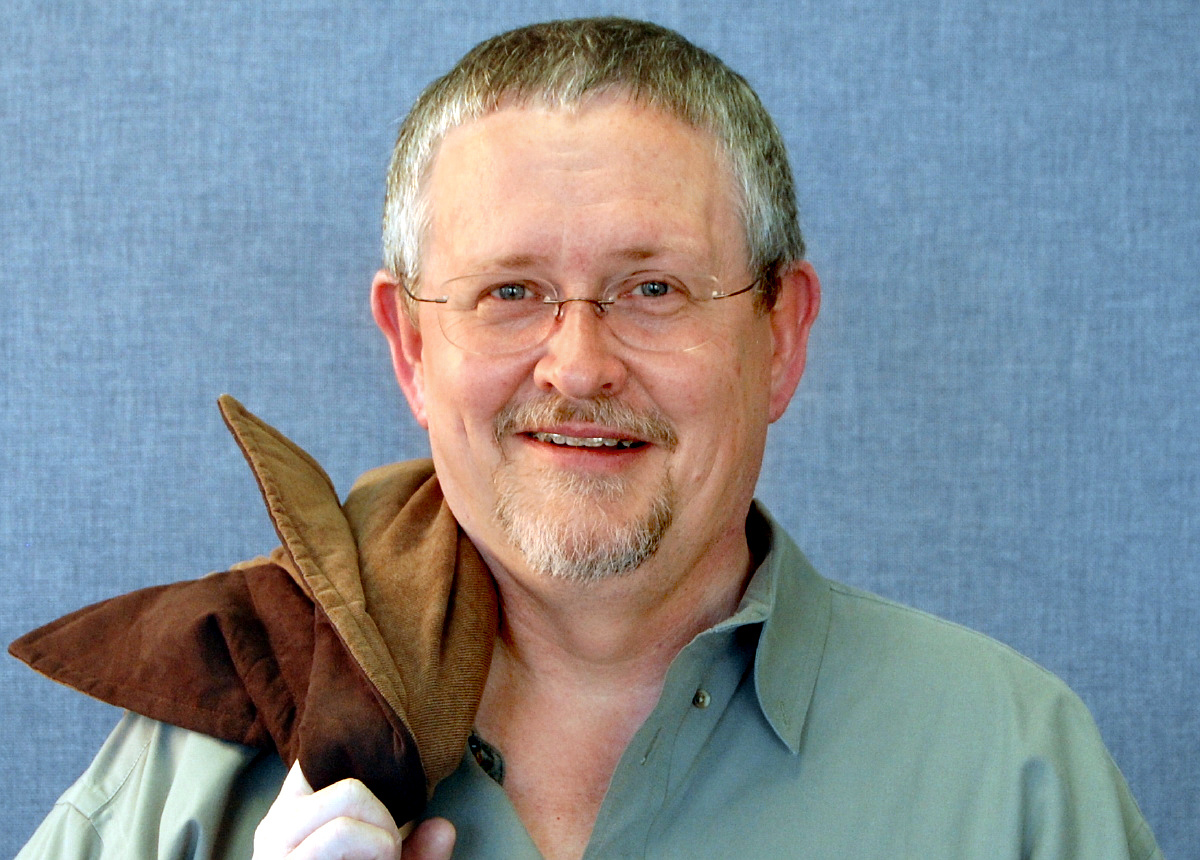
El escritor estadounidense Orson Scott Card fue el autor del libro del cual se basa completamente el disco Seventh Son of a Seventh Son.

Acabando 1986 la banda aún mantenía algunos números de conciertos que atender, al finalizarlos se tomó la sana elección de volver a un descanso para mejorar la relación entre los miembros principalmente (Steve y Bruce), ya que ambos se vieron involucrados en muchas peleas internas en la creación del disco. Cuando empezó su tiempo de relajo Steve quiso entregar su tiempo a la lectura aunque seguía pensando en planes para el próximo álbum desde su contenido musical hasta el título que llevaría, a pesar de esto Harris pensó que lo mejor sería no apurar las cosas demasiado ya que como lo había vivido en el anterior disco las buenas ideas pueden venir de las formas más inesperadas. Así un día habiendo pasado ya mucho tiempo en un rato de ocio decidió preguntarse así mismo que título le pondría a su próximo trabajo omitiendo su temática y sus canciones, Steve llegó a un punto en que sus ideas eran bastantes difusas y pensando en aclarar su mente decidió volver a leer uno de sus libros, sin embargo no alcanzó a sacar el libro que buscaba ya que observó uno de los tantos libros que ya había terminado en la estantería y una vez más se encendió la ampolleta sobre su enorme cabellera. El libro se titulaba El séptimo hijo del escritor estadounidense Orson Scott Card y trata la historía Alvin Miller que transcurre en una América alternativa donde personajes históricos y crónicas de la época se mezclan con la magia que lejos de ser simple palabrería y superstición, tiene un poder más que probado. Las circunstancias del nacimiento de Alvin fueron bastantes inusuales ya que fue el séptimo hijo varón de un séptimo hijo varón, esto según una antigua leyenda medieval le conceden poderes mágicos mucho más poderosos que los de sus conciudadanos, familia y amigos, convirtiéndole en lo que llaman un Hacedor (Maker en inglés). A lo largo de toda la historia y ya desde su juventud, un enemigo invisible al que Alvin apodará el Deshacedor intentará acabar con su vida tanto directamente (a través del elemento del agua con el que el Deshacedor tiene cierta afinidad) como utilizando a otras personas usándolas hasta generarles locura pudiendo jugar con sus mentes devolviéndoles ciertos momentos de cordura.

Cuando Steve me llamó imagine que me diría que ya tenía todo listo y que solo necesitaba que yo cantara las pistas sin embargo me dijo su idea del séptimo hijo y pensé, ¡que gran idea! ¡brillante! y claro estaba muy alegre también porque incluso me había llamado a mi para hablar de ello y preguntarme si tenía alguna canción que pudiese encajar en ese tipo de tema. Yo al final fui honesto y le dije eh bueno no, pero dame un minuto y veré lo que puedo hacer.
Bruce Dickinson,  hablando por teléfono con Steve sobre el nuevo disco.

Viendo que sus contribuciones de compositor fuesen rechazadas en el anterior álbum de la banda, Somewhere in Time de 1986, Dickinson sintió que su participación en la banda había disminuido, convirtiéndose "solo en el cantante", pero su entusiasmo se renovó cuando Harris le llamó para contarle la idea del nuevo disco a lo que Bruce reaccionó con grata impresión ya que Steve no había tenido acercamientos notables con Bruce a la hora de componer. Así fue como Steve y Bruce antes peleando para imponer sus ideas ahora juntos compusieron el álbum conceptual Seventh Son of a Seventh Son, lanzado el 11 de abril de 1988 siendo este el primero en su tipo de la banda y considerado como una de las grandes obras maestras de Iron Maiden, y que permitió redefinir el Heavy Metal, todo lo cual se vio coronado con el más grande Monsters of Rock de todos los tiempos realizado en Inglaterra. En adición al regreso de Dickinson a la composición, el álbum también fue notable por su cantidad de piezas coescritas, en contraste con su predecesor, con cinco de ocho canciones siendo esfuerzos colaborativos. Según Harris, esto fue probablemente porque "pasaron más tiempo vigilándose el uno al otro para ver lo que todo el mundo estaba haciendo, solo para asegurarse de que la historia encajara apropiadamente y fuese a algún lugar". Para asegurarse de que cada canción encajara con el concepto del disco la banda creó un resumen general de la historia. Al igual que en su álbum anterior, prevalece el uso de sintetizadores sin embargo este disco las desarrolla siendo una diferencia notable que los sonidos sintetizados fueron creados más por teclados que por sintetizadores de bajo o de guitarra, estas partes fueron ejecutadas durante la gira por el técnico asistente de Harris, músico e ingeniero en sonido; Michael Kenney.
Con este álbum se reafirmaron en la vanguardia del sonido, sobre todo respecto del resto de las bandas que en su mayoría continuaban con la tendencia de la moda Glam Rock imperante en los EE. UU. Sin embargo, es a partir de este vanguardismo y porfía de la banda, que el heavy metal es nuevamente revolucionado y redefinido, sirviendo como máximo ejemplo e inspiración para muchas bandas que comenzarían a nacer en aquella época. Elogiado en Reino Unido y gran parte del mundo incluido Sudamérica, el disco consiguió llegar al número 1 rápidamente vendiendo 100.000 unidades, misma cifra en Alemania y Canadá, en Suiza se vendieron 15.000 copias.
Sin embargo no todo era bueno para la banda, Harris estaba contento con el desarrollo del disco, a pesar del hecho de que el álbum no se vendió tan bien como su predecesor en los Estados Unidos, llegando tan solo a 500.000 copias vendidas. Esto sin embargo cambió cuando el bajista recibió furioso las absurdas (para su opinión) críticas que el disco había tenido en aquel país, citando que el sonido era demasiado europeo para las audiencias americanas y que dejaban entrever fácilmente sus orígenes británicos, o que comparado con su trabajo anterior que había sido recibido con algarabía por su temática envolvente y sonido arrollador, este sin embargo lo vieron como un retroceso lamentable y que su complejidad sería difícil de asimilar para el aficionado común. Poniendo furioso a Harris con los ineptos consumidores de Estados Unidos, las críticas siguieron llegando citando aún más como el motivo principal el sonido europeo del disco, Harris en un estado de completa ira estalló en insultos y recriminaciones hacia la crítica norteamericana.

¿Que carajo se supone que es un álbum con un sonido europeo? para mi, este es simplemente un álbum que suena a maiden.
Steve Harris, refiriéndose a la crítica de EE.UU..

## El fin de la formación dorada

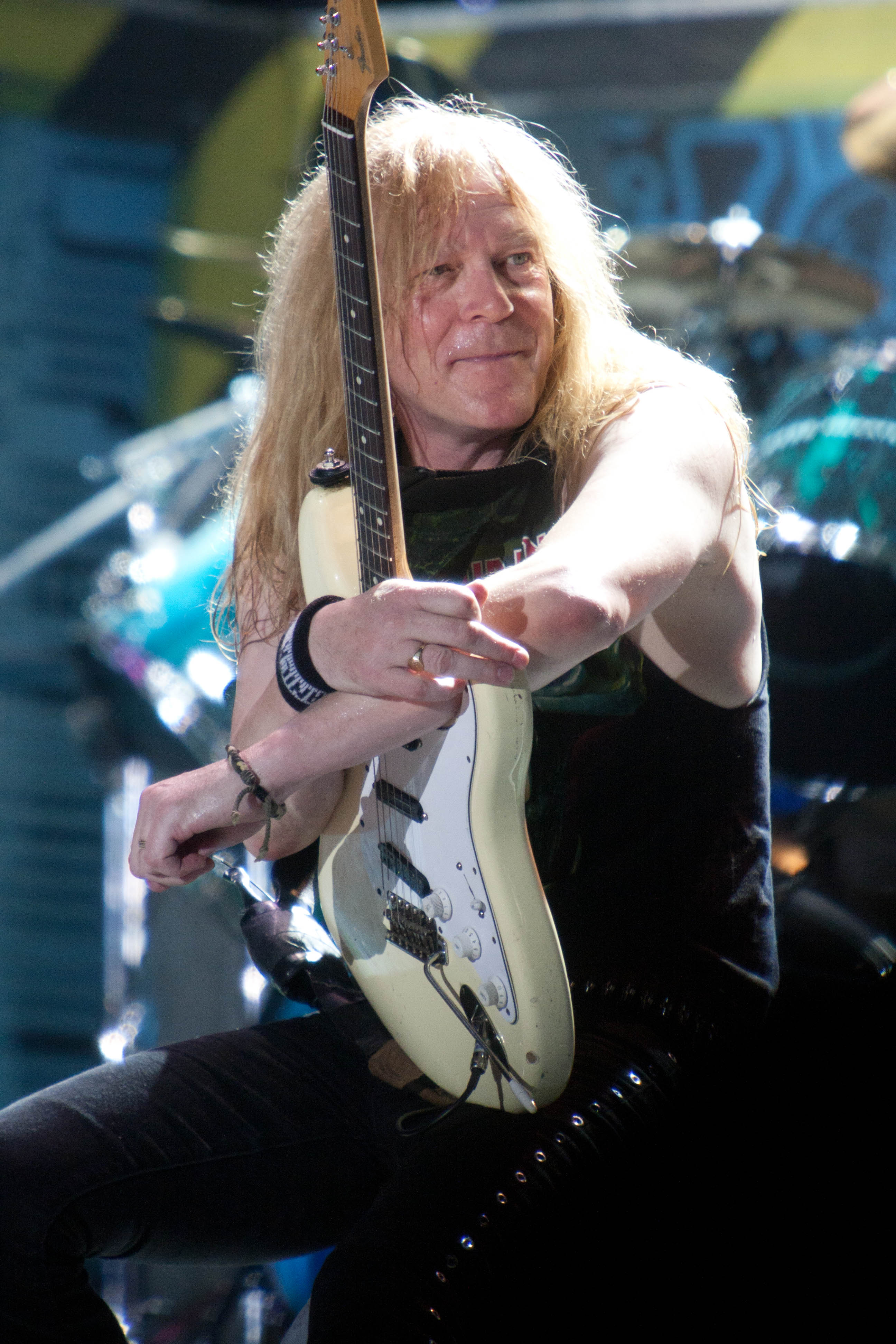
El arribo de Janick Gers generó mucha reticencia al principio por los fanes sobre su nivel como compositor, con el paso del tiempo en las giras pudo verse a un Gers que en vivo marcó una gran diferencia con Adrian Smith y que debido a su entusiasmo sobre el escenario fue la gran sorpresa de cada show.

Debido a las críticas del pueblo estadounidense Harris ideó una forma de generar impacto en aquel país y ganarse el público haciendo un disco fuera de lo común hecho por la banda recientemente, en 1990 y después de un año sabático se reunió con los demás en los preparativos para el nuevo trabajo sin embargo Adrian Smith admitió no estar con las mismas energías de antes lo que provocó que este decidiera abandonar la banda. De hecho a mediados de 1989 trascendió la noticia de que Smith pondría en marcha un proyecto solista, algo que venía madurando desde hacía mucho tiempo y que varias veces debió postergar por las obligaciones que supone ser miembro de Iron Maiden. Así Smith lanzó Silver and Gold. La banda se llamó Adrian Smith And Project o A.S.A.P. (las siglas coinciden con la expresión burocrática "as soon as possible", es decir, lo más pronto posible) y la integró con unos viejos amigos y él mismo se hizo cargo de la vocalización. A los siete días se dio a conocer un comunicado que el ex White Spirit y Gillan, Janick Gers había sido elegido como reemplazante de Smith. Gers había trabajado con Dickinson en su disco solista Tattooed Millionaire y ya se encontraba trabajando con el grupo en el material que formaría parte del nuevo disco. La llegada de Janick generó bastante incertidumbre de como sería el sonido y las composiciones de la banda ahora que uno de los principales responsables de los pasados 2 discos no se encontraba, el talento compositivo de Smith y su técnica con la guitarra se pierden pero se gana la fuerza y las ganas de Gers viéndose esto con más énfasis sobre todo en los conciertos que realizaría la banda.
Lamentablemente este marcaría el fin de una era dorada en la banda y las intenciones reales de Bruce sobre su futuro a la hora de empezar su carrera solista fuera de Iron Maiden eran muy difusas y solo empeoraba el panorama que los fanes tenían en la banda inglesa, al inicio muchos temieron que Janick hiciera del sonido de Maiden llendose más hacia el Hard Rock esto dicho tomando como referencia su trabajo con Dickinson, cuyo disco dista mucho del estilo ya impuesto de la banda inglesa (esto hecho a propósito ya que Dickinson se inspiró en los artistas que se dicen ser chicos malos sin embargo solo se drogaban y una experiencia mala con Nikki Sixx).

### Sin plegarias para el agonizante creyente discriminador
Sin embargo Harris tenía una mayor preocupación ahora que una persona se le declaró como su enemigo número 1, este hombre era el pastor evangelísta Jimmy Swaggart que poseía un programa de la televisión de pago quien no escatimo en tiempo y en recursos para difamar a Harris acusándolo de ser Lucifer y a sus compañeros como sus fieles lacayos llevando mensajes satanicos a la juventud, acusándolos de ser la causa de que la misma consuma drogas, se vuelvan violentos e insensibles, desencantarse con la iglesia o volverse ateos, etc. Harris ante tales ataques decidió que lo mejor era poner freno a esto así que tomo la determinación de iniciar un juicio en contra de Swaggart por calumnias en su contra sin fundamentos lógicos, Swaggart lejos de amedrentarse continuó con sus ataques a la banda llegando a ser más radicales como quemar fotografías de la banda en vivo, mojarlas con agua bendita o inclusive pedir que los mataran por el bien de todos. También es destacable las críticas a la banda cristiana Stryper de la cual (irónicamente) Swaggart también fue un persistente difamador, al aludir su práctica de arrojar biblias con el Nuevo Testamento al público, una práctica similar a “arrojar perlas a los cerdos”. Durante todo ese tiempo Swaggart no paro en sus ataques contra Harris replicando la denuncia hecha por el bajista diciendo que su mensaje era el que dios le había encomendado y que frente a eso Harris no tendría derecho alguno a hacer algo al respecto, sin embargo Swaggart cometió un error clave pensando en su impunidad ante los hechos mencionados denunció a los pastores Jim Bakker y Marvin Gorman por mantener relaciones extramatrimoniales y como consecuencia ambos perdieron sus ministerios, lo que no se hubiera imaginado sería que el hijo y el yerno de Gorman lograron fotografiar a Swaggart junto a la prostituta Debra Murphee extorsionando a Swaggart para que se retractara de sus dichos sin embargo el pidió tiempo para ver que decisión tomaba.

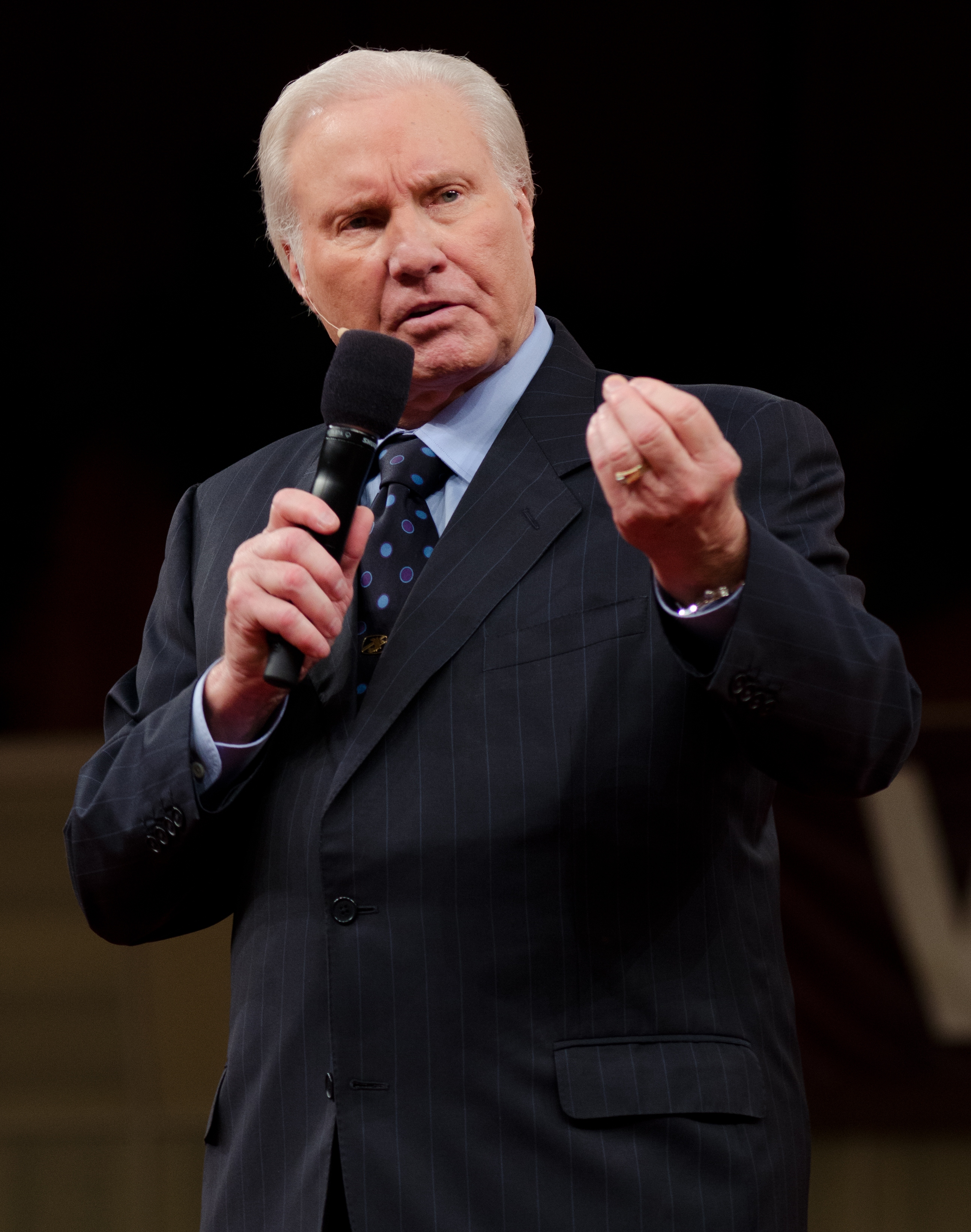
Jimmy Swaggart fue un acérrimo enemigo de Harris cuyas calumnias fueron de tal magnitud, que el bajista estuvo involucrado en un litigio con el pastor evangelista ya que este usó su imagen en la portada de su libro mostrando a Harris como Lucifer

Sin embargo en 1987 vendría la cúspide de toda difamación posible para Harris, Swaggart publica un libro titulado Religious rock n' roll: a wolf in sheep's clothing (en idioma español, ‘rock and roll religioso: un lobo en piel de cordero’) usando una foto de Harris en la portada, criticando el uso del Heavy Metal para predicar el evangelio cristiano refiriéndose a la misma como la música del demonio, el libro también juzgaba a Larry Norman (considerado el padre del rock cristiano), a Petra, a Stryper. y a otras notables bandas de rock y metal cristianos. Mientras que en Estados Unidos, gracias a los servicios de Tipper Gore y el PMRC, conjuntamente con el aporte del reverendo Swaggart, comenzó la lucha entre la censura y Iron Maiden. La situación pasó a tomar un color poco traslúcido y fue así como el PMRC logró vetar y calificar las cubiertas de los álbumes metaleros, esto llegó a poner furioso a Harris cuyas portadas de sencillos y álbumes tenían de por sí ilustraciones de Eddie que fueron rápidamente censuradas en el terreno estadounidense prohibiendo la venta y publicidad inclusive en algunos lugares de aquel país dañando principalmente esto a las ventas y masificación de Iron Maiden. Hasta el mismo reverendo llegó a emplear su libro con la foto de Harris en la portada como justificativo de sus actos por lo que Harris inició juicio contra Swaggart por haber empleado su imagen sin su permiso sumado a su anterior demanda de difamación.
Sin embargo para finales del mismo año ocurrió algo que frenó sus objetivos y cambio todo el panorama, recibió una carta de Gorman en que decía que mostraría las fotografías al líder de las Asambleas de Dios, sin embargo Swaggart no respondió a la misma ya que se encontraba en pleno litigio con Harris sobre el uso de su imagen y difamación contra el mismo. Al parecer en su errónea visión de impunidad divina Jimmy se hizo de muchos enemigos por sus acusaciones injustificadas a otras bandas, lo que por ende lo llenó de juicios en su contra por graves acusaciones públicas contra denunciantes como Stryper, Petra, Larry Norman entre otros, sumado esto al ya conocido juicio con Harris, Jimmy se encontró en una posición difícil tratando de explicar los motivos de sus dichos amparándose una vez más en que ese era el verdadero mensaje de dios y que solo cumplía con su deber predicándolo. Luego de algún tiempo safando de las acusaciones de sus denunciantes todo se vino abajo cuando Gorman hizo públicas las fotos de él con la prostituta, ahí la imagen pública del pastor recibió un golpe mortal al ser indicado con ira, desprecio y burla, esto último hecho por Harris quien lo trato de "un pecador estúpido e hipócrita".
Para comienzos de 1988 el enjuiciamiento público, los litigios con las bandas de Heavy Metal, el abandono de sus feligreces, las investigaciones por parte del fisco debido a sus ganancias en los pasados años por el cobro de la visión de su programa y su mensaje que a través de estos se conseguiría la redención, la idea generalizada de usar el mensaje de dios (y creerse un dios) para tener fama y hacerse millonario sin importar manchar la iglesia con sus ambiciones personales, extorsionar a otros para recibir favores y denunciándolos cuando ya no les servía, olvidar la verdadera vocación de aquellos que toman el camino de la iglesia, quemar evidencia clave en su contra, su reconocida homofobia y para colmo las burlas e insultos que sufrió Swaggart de Harris, fueron la tumba de Swaggart quien no solo perdió el juicio con Harris a mediados de 1988, sino que también lo hicieron perder gran parte del dinero amasado durante sus años de éxito debido a la pérdida de sus otros juicios así como gran parte de sus seguidores, perder su programa de televisión y las ganancias que le conllevaba, las investigaciones del fisco empezaron a interrogarlo para exigirle respuetas de los dineros no declarados de su programa y el desprecio público a él como persona fue tan grande que generó el enojo y castigo propiciado por sus jefes en ser suspendido durante 1 año de sus ganancias y perder el ministerio.

No puedo creer que en el mundo haya gente capaz de poner en marcha cosas tales como el PMRC y meterse en la vida personal de los demás. Es por eso que vamos a centrar nuestra próxima campaña promocional del nuevo álbum en Estados Unidos y permaneceremos en ese país cuanto tiempo sea necesario, promocionando el disco hasta forzar el mercado (que nunca nos terminó de aceptar como sí nos acepta el europeo) y lograr tener tanto éxito como hoy lo tiene Whitesnake. ... Yo mismo he visto como muchos chicos se quedaban como si nada cuando se les explicaban las letras adheridas a las cubiertas de los álbumes metaleros en Estados Unidos. Una juventud indiferente es símbolo de un país sin esperanza y me resisto a pensar que las cosas hayan llegado tan lejos...
Steve Harris, hablando sobe la censura y de los motivos de su gira centrada en EE.UU. 

No Prayer for the Dying fue el resultado de la persistencia de Harris, la censura en EE. UU., la crítica sobre el sonido europeo, el cambio entre Smith por Gers, el desacuerdo del líder con Derek Riggs, pero por sobre todo la enorme participación de Bruce en el disco cuyo aporte ha sido el más grande que en cualquier otro ya que de los 10 temas 7 fueron compuetos por Dickinson. Lanzado el 1 de octubre de 1990 este es el segundo álbum experimental de la banda y rápidamente esto se hizo notar en las siguientes cosas:

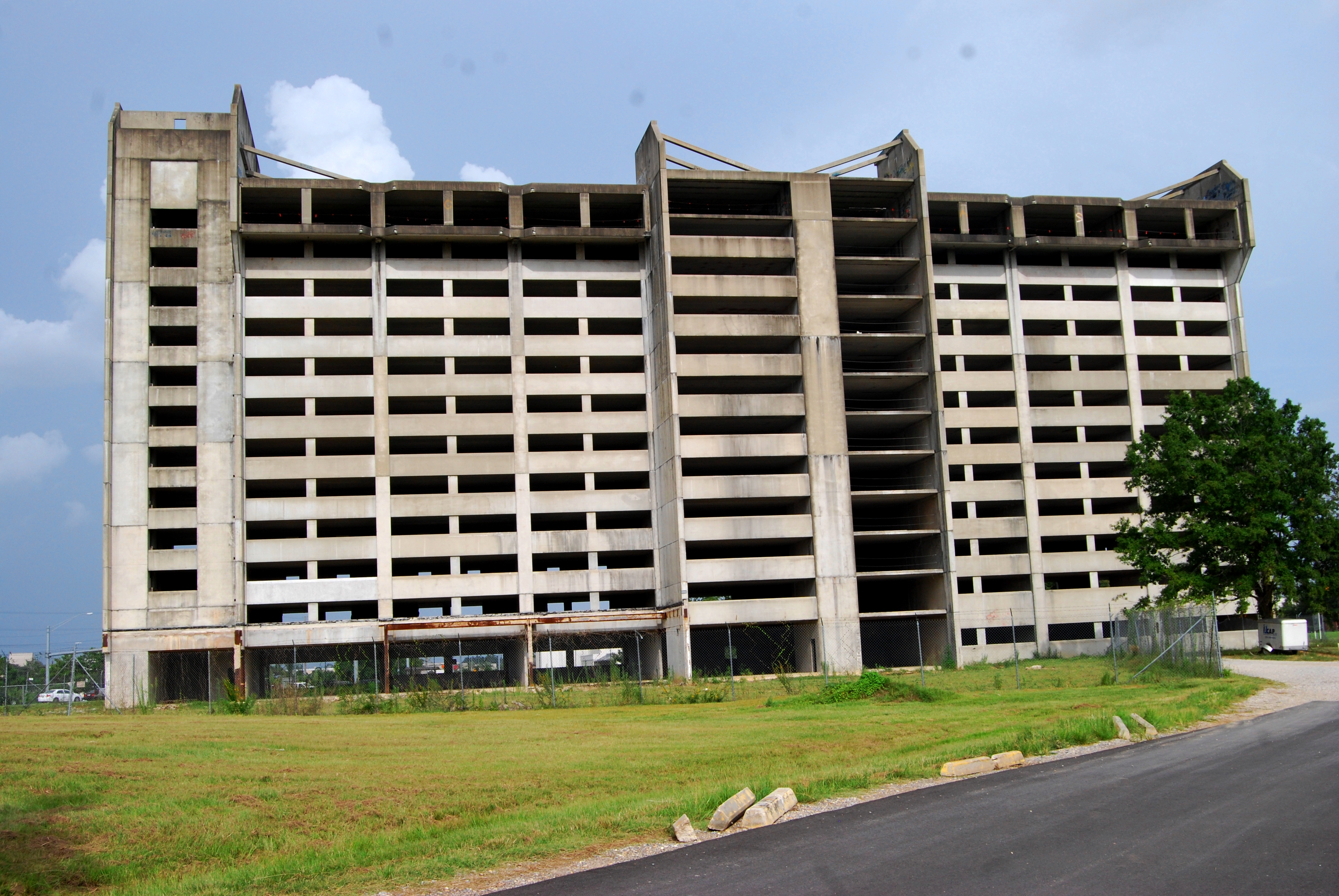
Ministerio abandonado perteneciente a Jimmy Swaggart ubicado en Baton Rouge, Luisiana. Edificio al cual tuvo que dejar por los litigios perdidos con Harris y los demás demandantes.

Primero: Harris harto de las críticas sobre el sonido europeo del disco anterior, decidió cambiar completamente (una vez más) el sonido de la banda para así generar un impacto en la fanaticada y en la crítica demostrando que la banda podía seguir probando cosas distintas sin perder su identidad. En este disco a diferencia de Somewhere In Time donde los sintetizadores eran los que hacían la diferencia en este brillan por su ausencia, de hecho todo vestigio de arreglo musical muere en esta entrega ya que se grabó en Barnyard Studios, Essex, Inglaterra, siendo esta una granja de Harris que el mismo modificó para su uso con la banda, en el bajo se puede apreciar de manera extraordinaria el efecto Harris, en las guitarras se perciben notas bastantes sucias en los solos sobre todo los de Gers y la voz de Dickinson se escucha por momentos gutural y raspante, dando la impresión que esto fuese grabado con la intención de que se asemeje lo máximo a una presentación en vivo.
Segundo: Debido a la enorme censura que hubo en los Estados Unidos por las portadas a los álbumes de Heavy Metal y por los insultos que sufrió de parte de Jimmy Swaggart, Harris quiso que el arte conceptual de su álbum fuera más incisivo pidiéndole a Riggs que diseñara una vez más la portada del álbum sin embargo las ideas de Derek fueron rechazadas constantemente por Harris, generando roces entre ambos terminando como resultado en una portada de un Eddie saliendo de una tumba agarrando a un sujeto (que terminaría siendo un joven Swaggart), esto gustó a Harris sin embargo el hecho de que la mascota tuviera el pelo largo no, generando esto en una discusión que provocó la salida de Derek en las ilustraciones de Iron Maiden, Harris quería desde un principio que Swaggart se encontrara en la portada del disco de alguna u otra forma a modo de venganza por usar su imagen en la portada en el pasado a modo de mofa por la censura que el hizo en los Estados Unidos.
Tercero: La composición de temas del disco son bastante livianas, mucho más simples y superficiales que en anteriores discos, intentando recuperar la fuerza de los primeros álbumes. Siendo el principal motivo de querer hacer un disco que se mofara de la religión, principalmente a la hipocresía y al lucro que desempeñan algunos predicadores que han utilizado lo que antes era un mensaje de amor y caridad para sacar provecho económico, además de una que otra alusión directa al evangelista Jimmy Swaggart como es el caso del tema Holy Smoke. Siendo también el motivo secundario (tal vez no preparado) la excesiva participación de Dickinson en el disco, lo que conllevó a inevitables comparaciones con Tattooed Millionaire considerando muchos este disco más de Bruce que de Iron Maiden.
Cuarto: Tras meditar sobre el tema de la censura Iron Maiden hizo pública su determinación: arrasar los Estados Unidos y obtener no solo el reconocimiento que merecían sino también acabar con el movimiento de censura anti-metalero. Volviendo también a los escenarios más reducidos, dejando de lado las agotadoras producciones gigantescas de años anteriores, la banda concentró su gira primordialmente en Estados Unidos haciendo muchos conciertos en gran parte del país, olvidándose de forma temporal de visitar otros lugares que ya estaban acostumbrados a recibir la visita de la banda.
Este disco defraudó a muchos de los seguidores de Iron Maiden. Después de dos discos de elevada complejidad como eran Somewhere in Time y Seventh Son of a Seventh Son, y de la fuerza de los discos más antiguos, a pesar de esto existen temas que complacieron a los críticos como Holy Smoke o Bring Your Daughter... To The Slaughter. Irónicamente a pesar de la crítica negativa generalizada del disco en Estados Unidos el álbum fue bien recibido alabando el audáz cambio de la banda llegando a ser disco de oro con 500.000 ventas y esto también se vio en la enorme gira hecha por la banda en el país llenando los escenarios de las ciudades que visitaban.

### Las viejas trifulcas finalizan de la peor forma
La gira del anterior trabajo tuvo que ser finalizada antes de tiempo esto debido al comienzo de la Guerra del Golfo, cancelándose las visitas a Japón y Australia. Finalmente la gira finalizó en Salt Lake City, Utah en marzo de 1991. Ya para 1992 Harris se encontraba en la planificación del siguiente trabajo, sin embargo, recibió una noticia que cambio todo el panorama de su banda, ya que Bruce quería marcharse de Iron Maiden para iniciar una carrera solista lejos del impedimento restrictivo creativo por parte de Harris, y poder así llevar sus ideas a cabo como lo había intentado hacer en No Prayer For The Dying. Steve, asustado del impacto mediático que esto generaría, le pidió a Bruce que permaneciera un poco más de tiempo amparándose en cierta irresponsabilidad del vocalista por tomar una decisión tan de repente. Bruce, mostrándose firme al respecto, dijo que ya no tenía deseos de estar en Iron Maiden, por lo que ya no veía sentido estar en la banda. Steve, en un último intento por persuadir a Bruce, le pidió que se quedara hasta finalizar el disco que estaban planificando, para luego después de la gira del mismo informar sobre su salida de la banda a los fanáticos y al mundo. Dickinson, mostrándose reticente al principio de la idea, decidió aceptarla pensando en que así sería menos tormentosa la salida para ambas partes.
El 12 de mayo se lanzó el nuevo álbum llamado Fear of the Dark arrojando tres sencillos, Be Quick or Be Dead (lanzado el 13 de abril del mismo año, ubicándose en el número 1 del ranking), From Here to Eternity (lanzado el 29 de junio, quedando en el puesto número 21) y Wasting Love en el mes de septiembre. Cualquiera que conozca la discografía de Iron Maiden (aunque sea de manera visual) notará de inmediato que Eddie the Head (el icono del grupo) que aparece en la portada no es el caricaturesco de siempre que vimos en las portadas de discos anteriores. Eso se debe a que el creador del personaje, Derek Riggs, no participó en el diseño de la ilustración, fue sustituido por Melvyn Grant. También notará que es el disco con más canciones de la banda siendo 12 en total, algo que hasta la actualidad no ha sido alcanzado.
Al igual que el Eddie, el álbum mantiene un tinte bastante oscuro con cierta continuidad espiritual en materia de sonido con el disco anterior (siendo este con algunos arreglos de sonido a diferencia del anterior donde no existían), relatando escenas desde la pobreza en un barrio de Londres Childhood's End, hasta la corrupción en el mundo político y empresarial Be Quick or Be Dead.
Se destaca la balada romántica Wasting Love, los característicos riffs heavymetaleros de From Here to Eternity, tema que es el cuarto capítulo de la saga de Charlotte the Harlot, que produjo Dave Murray en el disco homónimo Iron Maiden; y el tema Fear of the Dark, que es uno de los temas más recordados de Iron Maiden.
La gigantesca gira mundial de Iron Maiden, llamada Fear of the Dark se inició el día 5 de junio de 1992 y la inauguración oficial fue en Reikiavik. Luego la banda se trasladó a los Estados Unidos, Canadá, prosiguiendo su itinerario por América Latina, destacándose un gran escándalo a nivel gubernamental y eclesiástico en Chile, en donde fueron censurados por las autoridades de forma encubierta y grupos religiosos de ese país, entre ellos la Iglesia católica y la Iglesia Evangélica, nuevamente comenzaron a acusarlos de satanismo a tal punto que el concierto fue suspendido, generando un escándalo de proporciones en dicho país y la desazón de miles de admiradores muchos de los cuales incluso se cuadraron en marchas por el centro de Santiago en señal de protesta, esto hizo de aquel país muy especial para la banda ya que se transformó en el único que no les permitió la entrada para realizar su concierto siendo que anteriormente el grupo si pudo entrar a países de raíces religiosas para tocar temas como por ejemplo The Number of the Beast. Dicha fecha, era intermedia entre Buenos Aires y Porto Alegre, por lo que, gracias a productores Uruguayos, dicha fecha fue cubierta en Montevideo, en la Estación General Artigas, que es una estación de trenes abandonada. En dicho lugar, la banda quedó fascinada con la arquitectura de la misma (típica inglesa del siglo XIX), y entre máquinas y vagones de este origen y antigüedad se realizó una sesión fotográfica, que no ha visto la luz, salvo una foto en el aeropuerto (al llegar a territorio uruguayo) en el libreto que acompaña al doble álbum en directo A Real Live/Dead One.
El disco fue un sendo éxito a nivel comercial y crítico, llegando a ser considerado como un verdadero clásico de la banda. Se ubicó rápidamente en el primer puesto de ventas en Inglaterra con 100.000 discos vendidos, mientras que en Francia fueron también 100.000 unidades, y en Canadá la suma fue de 50.000 ventas alcanzando el disco de oro al igual que en tierras inglesas y galas. El disco goza hasta hoy en día con mucho cariño por parte de la fanaticada, esto gracias en parte sus 3 sencillos Be Quick or Be Dead, From Here to Eternity y Wasting Love, que alcanzaron gran fama en el público. A los que también se les podría sumar las canciones Afraid to Shoot Strangers que se sigue tocando en el presente y el tema central del disco Fear of the Dark, fue tanto la fama que consiguió la canción que Steve no dudo en hacerlo el cuarto sencillo del disco aunque la versión de este tema era en directo a diferencia del resto porque también querían promocionar el álbum en directo A Real Live Dead One, sin embargo y asombrosamente la interpretación en directo del tema se hizo mucho más conocida que la original en estudio ya que el sencillo fue un éxito en ventas llegando a estar en el puesto 5 de Reino Unido. Gracias a esto la canción es una de las más pedidas por la fanaticada en los conciertos en vivo y la ha hecho una de sus preferidas en la discografía de la banda.

Supuestamente, hacía mucho que no se sentía bien con nosotros, estaba cansado y creativamente desmoralizado, lo cual es muy raro porque jamás nos dijo nada. Si se sentía así, entonces tendría que haberse ido antes y yo mismo le habría aconsejado que se fuera.
Steve Harris, refiriéndose a la salida de Dickinson de la banda. 

1993 comenzó con una noticia inesperada. Bruce Dickinson abandonaría Iron Maiden. Algunos seguidores se preguntaban si podría seguir Iron Maiden sin Bruce Dickinson. El cantante anunció que quería comenzar sus proyectos fuera de la banda, eso sí, hubo tiempo para todo, una nueva gira "A Real Live Tour", tres discos en vivo (Live at Donington, A Real Live One, que incluía temas pertenecientes a la era posterior a Live After Death y A Real Dead One, que incluía temas de la era anterior a Live...), fechas extras, video, etc. Este terminó siendo también el último disco de Martin Birch para Iron Maiden, ya que The Juggler pondría fin a su carrera retirándose de los estudios con este disco de la doncella, habiéndose dedicado de forma casi exclusiva a la banda inglesa desde su llegada en el disco Killers.
Finalmente el último show y despedida de Bruce Dickinson con Iron Maiden se realizó en un lugar secreto (los Pinewood Studios) y sólo para setecientas personas invitadas. Parte de las entradas fueron para el club de fanes y para concursos realizados en medios británicos. El show fue transmitido en vivo por la televisión privada de varios países y retransmitido en toda su extensión una semana más tarde por la BBC. Al show estuvo invitado el ilusionista inglés Simon Drake y todo el conjunto hizo de este espectáculo una despedida especial.

## La llegada de Bayley

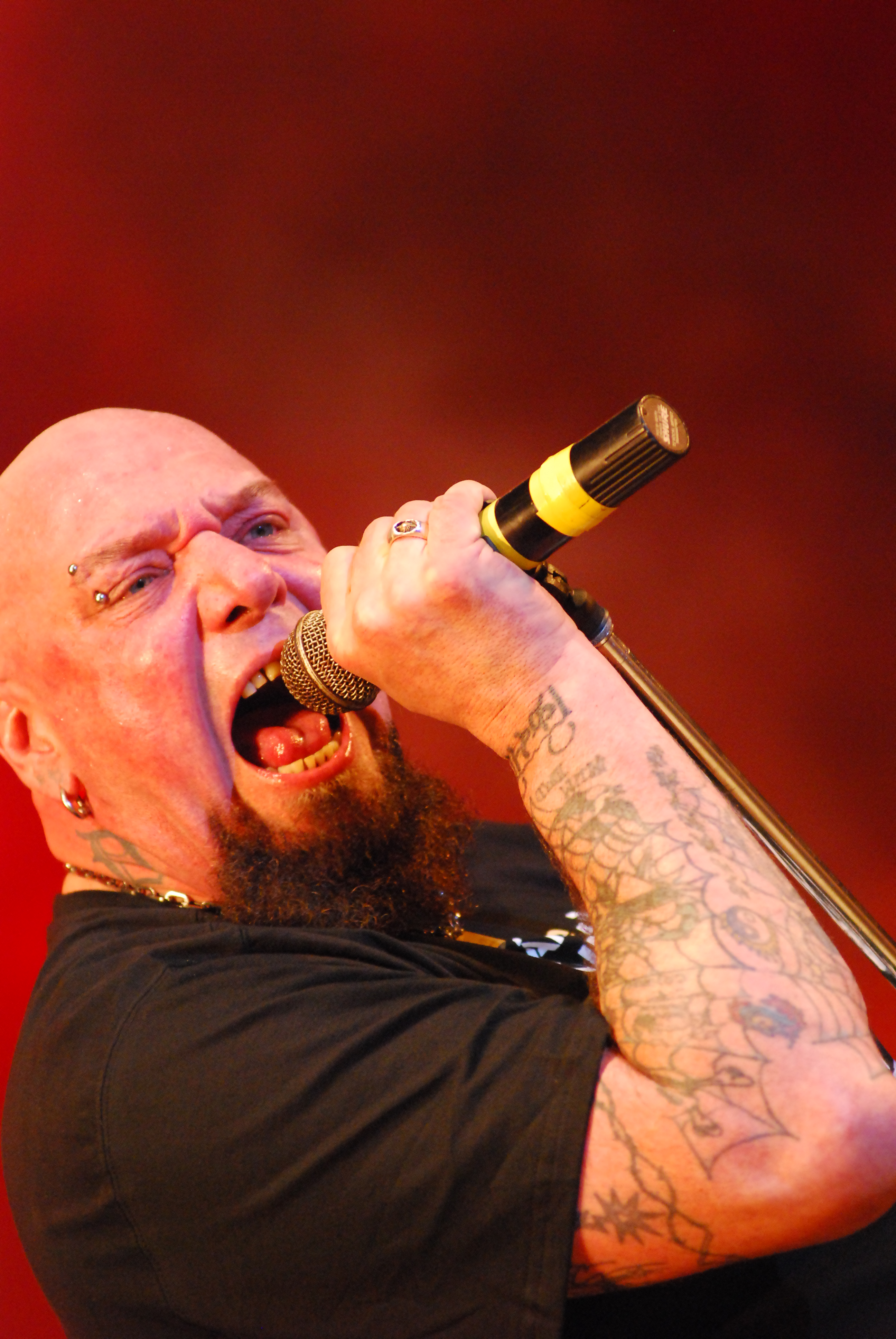
Di'Anno trató de volver a la banda luego de la deserción de Dickinson, sin embargo Steve no vio con buenos ojos su regreso a la banda debido a su voz, actitud, imagen y su problema con las drogas

Después de la amistosa y respetuosa salida de Dickinson de la banda, Harris decidió buscar un vocalista que estuviera 200% con el conjunto inglés por lo cual sería bastante improbable la elección de un vocalista no británico. Aun así el vocalista alemán ex-Helloween Michael Kiske hizo una audición para ingresar a la banda junto con otros vocalistas de renombre y también el intento fallido de retorno de Paul Di'Anno, quien vio su oportunidad de figurar de nuevo en la doncella luego de una carrera solista no muy exitosa y con bastantes discos con distintas bandas demostrando su poca permanencia en proyectos a largo plazo, aunque sus posibilidades fueran muy bajas debido a su pasado con Harris el decidió intentarlo pidiendo una segunda oportunidad admitiendo sus errores del pasado, lamentablemente para sus pretensiones Steve aun así no quiso sus servicios ya que debido al trabajo hecho con Bruce su voz no era la apropiada para cantar los temas que se hicieron famosos en la voz de Dickinson en presentaciones en vivo, además la personalidad que presidía a Paul podría reflejar una imagen distinta de lo que Steve quería para su banda sumado a esto al hecho de que Paul seguía con problemas de drogas cosa que a Steve jamás le agradó. Finalmente y después de ver muchos candidatos Steve prefirió elegir a un antiguo conocido por encima de los incipientes novatos siendo Blaze Bayley ex-Wolfsbane el que se quedó con el puesto, siendo esta elección algo cuestionada ya que la voz de Bayley es potente pero posee un registro más bajo que Dickinson condicionando esto en el trabajo posterior de la banda.
Mientras tanto luego de su salida de la doncella, Bruce centró sus esfuerzos en realizar sus primeros temas para lo que sería su próximo disco solista reuniéndose con la banda británica Skin y el productor Keith Olsen. Los planes de Dickinson de realizar su segundo disco habían nacido mientras aún se encontraba en Maiden, sin embargo debido al tiempo que le tomaba estar con la banda de Steve estos no pudieron llegar a ser realizados, por lo que una vez estando libre de todo compromiso con la doncella dio rienda suelta a su creatividad y emprendimiento, iniciando así una semi-rivalidad con su exbanda por ver cual de los 2 conseguía salir con mejores trabajos una vez separados y cuales encantaría más al público del Metal, siendo una muestra de esto las distintas declaraciones que realizaron ambas partes una vez anunciada la llegada de Bayley al conjunto.
Años después en una entrevista realizada para la promoción del disco The Final Frontier, Steve admitió que en aquel 1993 una vez realizada la salida de Dickinson del conjunto tuvo una depresión momentánea en la que se planteó seriamente terminar la carrera de la banda, viendo que tal vez el trabajo realizado anteriormente con Bruce que tanto éxito llegó a tener difícilmente se conseguiría repetir.

Me sentí muy mal cuando Bruce se fue... fue como pasar un divorcio, probablemente, ese haya sido mi punto más bajo hasta ese momento, y durante un par de horas pensé en terminar Iron Maiden. Entonces pensé, "¿Que estas haciendo?. ¡¡Apenas salgas destruyelos a todos!!."
Steve Harris, cuando pensó brevemente en terminar la historia de Iron Maiden.

### Los problemas familiares influyen en el bajista
Ya para 1994 Steve consideró oportuno volver al estudio de grabación para salir con un nuevo álbum bajo el brazo, sin embargo un acontecimiento personal interrumpiría sus planes con la banda ya que junto con la que era su mujer Lorraine, se terminaron divorciando. Esto afecto mucho al bajista no solo para el sino que también para sus 4 hijos entre ellos Lauren Harris, ya que tuvieron que asimilar el cambio de vida como también el hecho de que sus padres no volverían a estar juntos jamás, siendo esto el principal motivo de tristeza de los niños cosa que a su madre le preocupo mucho ya que ella tenía planeado mantener la custodia de los niños viendo el trabajo del padre y su estilo de vida, que le impediría de sobremanera estar con los niños todo el tiempo. Harris a pesar de la enorme conmoción que le supuso aquel proceso no desistió ni retraso los planes del disco que tenía pensado hacer, decisión que sorprendió a sus familiares cercanos pero que a los miembros de la banda no los impacto demasiado.
Harris mantenía las intenciones de hacer el disco a pesar de los inconvenientes, sin embargo no tenía ideas para su nuevo trabajo lo que complicaba su lanzamiento para el tiempo previsto por el bajista, fue en ese momento que Steve decidió optar por hacer canciones sobre lo que le había pasado recientemente, utilizando sus problemas personales como fuente de inspiración para la realización del disco que años después sería considerado como el más oscuro por los fanes.
Las composiciones de Harris que nacieron en este proceso están por entero marcadas por los aspectos más oscuros de la vida: la depresión, el estrés, las ideas del suicidio y la maldad. Desde el inicio Harris entendió que este sería (y debía) ser un disco distinto al resto, desde sus composiciones, pasando por su portada e inclusive su calidad de sonido. Esta idea en Steve nació desde la llegada de Bayley con el cual debido a su registro de voz (siendo mucho más bajo), no podía llegar a hacer un material parecido al de Dickinson ya que sería inconcebible pensar que Blaze llegara a los registros del pasado vocalista y también sería arriesgado pretender llegar a hacerlo y que los fanes lo aceptacen. Como consecuencia a pesar de que el disco ya estaba finalizado en 1994, el bajista decidió que lo mejor sería retrasar su salida al mercado para aumentar al máximo la calidad de sonido del mismo, siendo Steve quien realizaría tal labor junto con Nigel Green ya que Martin "The Juggler" Birch se retiró en el pasado disco siendo Nigel uno de sus ingenieros en los álbumes Killers y The Number of the Beast, y en la actualidad es productor de su propio sello discográfico.

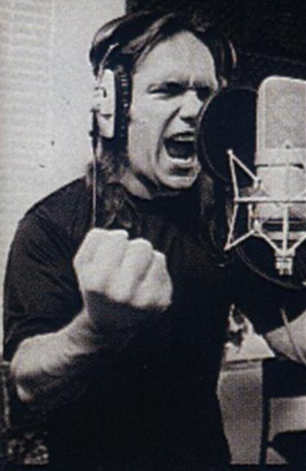
Al buscar aprovechar las potencialidades de Bayley dentro de las limitaciones de su registro, el disco da con un sonido mucho más oscuro y completamente distinto respecto a todos los trabajos anteriores de la banda.

Y después de un año de arduo trabajo, en el 2 de octubre de 1995 fue lanzado The X Factor (El Factor X) siendo el tercer álbum experimental del conjunto, ya que el sonido de este disco esta tremendamente mejorado en comparación a los anteriores, pudiendo escucharse con un gran nivel de detalle los acordes de las guitarras, el sonido metálico del bajo (el efecto Harris), la batería penetrante y la voz de Blaze que se acopla perfectamente al ambiente oscuro, depresivo y triste del disco, que permite identificarlo (y destacarlo) por sobre el resto de los álbumes de la discografía y más aún con los 2 anteriores trabajos de carácter  experimental de la banda inglesa. Esto también se percibe en la portada que fue obra de Hugh Syme (entre otras, también es el autor de la portada de Countdown to Extinction de Megadeth). Es la primera y única vez en que el personaje de Eddie the Head es representado mediante una maqueta (en este caso, diseccionada), a excepción de cualquier otro tipo de arte gráfico utilizado hasta entonces por la banda.
El arte del disco mantiene el tono oscuro de sus canciones, con un Eddie sentado en una silla de tortura, en la portada, mientras en la contraportada la máquina parece haberse puesto en marcha, con un desagradable resultado para nuestro pobre Eddie. En el libreto interior se intercalan imágenes de los músicos con otras bastante "aterradoras" de su icono, gráficos de disecciones de cerebros humanos, etc., por lo cual es considerado como el mejor diseño para un disco de "La Doncella de Hierro".
En este disco se puede observar que prácticamente casi todos los temas fueron compuestos por Harris, partiendo el disco con Sign Of The Cross cuya duración de 11 minutos significaría el regreso de Maiden a canciones de larga duración. El siguiente es el sencillo Lord of the Flies que está basada en la novela clásica de El señor de las moscas de William Golding, de 1954. El siguiente sería Man on the Edge que trata sobre la película Un día de furia (en la cual actúa Michael Douglas), aunque en la letra de la canción habla también sobre el suicidio como vía de escape de la monotonía y la enorme ira reprimida por los sucesos que se acontecen diariamente en la vida y que son desagradables. A continuación viene Fortunes of War que habla del regreso de un soldado de la guerra y las cargas sicológicas que trae consigo, algo bastante parecido a The Aftermath que trata sobre el cuestionamiento de un soldado sobre su existencia, lo que hará después de la guerra y en que se convertirá luego de haber vivido lo que vivió, y también The Edge of Darkness que relata la historia de un capitán al cual se encuentra en Saigón en plena guerra de Vietnam estando durante una semana solo en plena selva hasta que le asignan la misión de hacer un Fragging a un coronel que cayó en la locura.
Una característica particular es que casi todas las canciones tienen una elaborada introducción y conclusión acústica. Ninguna de las canciones dura menos de cinco minutos, a excepción del sencillo Man on the Edge (siendo el tema más conocido del disco y el único no compuesto por Harris), mientras que Sign Of The Cross con sus once minutos es la sexta canción más larga grabada por Iron Maiden, después de Rime of the Ancient Mariner (Powerslave, 1984), dos de las canciones del disco The Book of Souls del año 2015, The Red and the Black y Empire of the Clouds, y otras dos de Senjutsu (álbum) de 2021, The Parchment y Hell On Earth. Con todo, cabe destacar que fue la segunda más larga, tras el tema de Powerslave, durante 20 años, hasta la aparición de estos dos discos más recientes.
The X Factor despertó opiniones divergentes entre los fanes: algunos lo consideran un disco aburrido, lento y sin energía, considerándolo un antes y después en la agrupación inglesa no solo por la salida de Dickinson sino que también por el hecho de que la banda de aquí en adelante dejaría de lado las composiciones de Heavy Metal como propiamente tal para centrarse en ritmos progresivos y largos; mientras otros rescatan la potencia de gran parte de sus canciones y las nuevas variantes compositivas que explora, como por ejemplo la estructura de la introducción acústica que, ya con Dickinson de vuelta, el grupo seguiría explorando (lo que se aprecia particularmente en los cinco últimos trabajos de la banda: Brave New World, Dance of Death, A Matter of Life and Death, The Final Frontier y The Book of Souls). A pesar de las críticas que recibe el nuevo cantante por parte de los fanes y la mayor parte de la prensa, el disco en general es de buena calidad y con muy buenas canciones, llegando a estar en el puesto 8 de las listas inglesas para ser disco de plata.

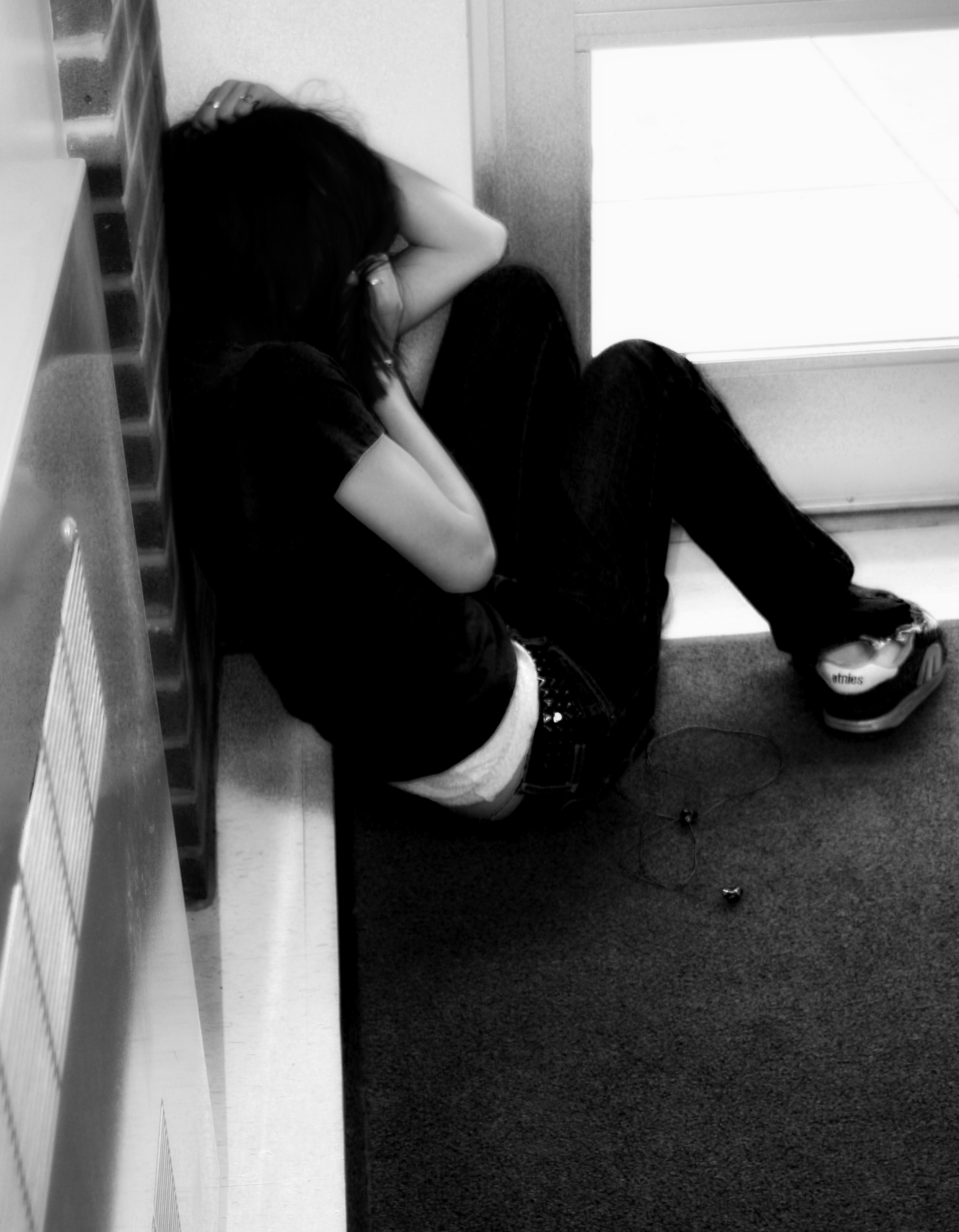
El disco tiene varios conceptos que en su mayoría hablan de los aspectos negativos de la vida que provocan enorme estrés en las personas y que conozcan su lado desconocido sobre sí mismos. Estando esto en perfecta sincronía con la situación en la que se encontraba Harris siendo esta su principal inspiración al inicio de su grabación.

El Factor X como nombre del disco ha tenido bastantes significados que se han atribuido con el paso del tiempo, desde el más trivial como el hecho de que X es 10 en la numeración romana y que esto coincidiría con que este es el décimo disco de la agrupación, hasta otros mucho más complejos y profundos que si tendrían mayor aceptación ya que representan de mejor manera la temática del álbum. La teoría del significado del título podría atribuirse al hecho de que los seres humanos tienen un lado desconocido de sí mismos que nunca llegan a conocer completamente, a menos que pasen ciertos factores en su entorno que generen una reacción en el individuo que se comporte de forma inesperada y haga cosas impensadas (incluso por el mismo), sacando el lado más salvaje y brutal de las personas en el proceso. Estos factores usualmente suelen ser variados de persona en persona sin embargo todas tienen algo en común y es que ponen un gran nivel de presión tanto física como psicológica en la víctima, generando que salga de su "zona de comodidad" y que tenga que afrontar nuevas situaciones no planeadas en las que no está acostumbrado. Un gran ataque de ira, una situación que genere mucho terror, algo que provoque una fuerte depresión, caer en la locura, que se viva una experiencia en la que este en riesgo la vida, etc. Esta son tal vez una muestra de las situaciones que desencadenarían que una persona descubra ese lado suyo que nunca había visto y que no habría imaginado que existiera, comportándose de forma más sádica, ruin e inclusive demente dependiendo del individuo y su forma de asimilarlo, destruyendo su comportamiento normal ya sea en su forma de expresarse hasta su toma de decisiones. Coincidiendo muchos de estos conceptos con los mencionados en el disco además del hecho que Steve vivió su propio proceso que cambió su vida en particular que fue su divorcio con su mujer. Por eso El Factor X podría hacer referencia a todo aquello que genera en las personas el proceso de cambio en su personalidad mostrando su lado oscuro (como lo es el disco) o inclusive mostrándose tal cual son, sin inhibiciones sobre su comportamiento debido a lo moralmente aceptado por la sociedad o lo políticamente correcto. De hecho X en las matemáticas es usado principalmente en las ecuaciones como la cifra desconocida de la misma y que se debe averiguar, por ende X significaría desconocido en referencia al lado desconocido por todos o el factor que hace falta por encontrar para provocar que la persona pierda el control. Pudiendo decirse que El Factor X significaría  El Factor Desconocido ya que se mencionaría el factor que generaría el cambio en el individuo, o en el caso de ser mencionada la personalidad oculta de los seres humanos podría significar  El factor desconocido del hombre.

### Fútbol, tecnología y videojuegos
Después de haber finalizado la gira The X Factour el 7 de septiembre de 1996 en Monterrey, Harris tuvo la ambición de hacer un videojuego sobre Eddie. La intención de la banda para lanzar su propio videojuego fue anunciado en un sticker que apareció en el álbum recopilatorio Best of the Beast de 1996, que decía: "Disponible pronto... Melt, el propio juego de 3D de lo más reciente de Eddie." En septiembre de 1997 la banda anunció que el proyecto Melt había sido cancelado con Bayley comentando, "Era de mierda. Maiden quiere dar a sus admiradores algo que los deje atónitos. El nuevo juego lo hará."
Mientras tanto el conjunto preparaba un nuevo álbum, siendo el tema principal de este las posibles consecuencias negativas del auge de la tecnología e informática. Sin embargo debido a la pronta realización de la Copa Mundial de Fútbol de 1998, sumado también a la pasión que le genera al bajista este deporte, decidió que también el fútbol debía formar parte del nuevo trabajo. Harris explica esto diciendo que, "Nos dimos cuenta de que nuestros fans son más o menos parecidos a nosotros, con prácticamente los mismos intereses, por lo que pensamos, El '98 es año de la Copa del Mundo. Hagamos que el fútbol esté presente en el nuevo álbum. Y ya estábamos trabajando en un juego de computador en ese momento, por lo que pensamos, Bueno, vamos a agregar esto también al disco." Fue así como le pidió a Melvyn Grant que diseñara la portada del disco, pidiéndole algo relacionado con la realidad virtual para más tarde cambiar parte del material gráfico añadiendo un juego de fútbol, la banda entonces ya había decidido unir la liberación del álbum con la Copa Mundial. Esto era también el primer álbum para destacar el nuevo logo alterno del conjunto, con los finales ampliados de "R", "M", y ambas "N" quitadas. Esta variante sería usada en todos los futuros álbumes de estudio, álbumes en vivo (a excepción "Flight 666") y ("MaidenEngland '88"). Siendo el final de su uso hasta "The Final Frontier". Antes del lanzamiento del álbum, la banda organizó una gira de promoción del mismo en la que se llevaron a cabo partidos de fútbol en toda Europa con músicos invitados y futbolistas profesionales del Reino Unido. Algunos de los futbolistas que participaron fueron Faustino Asprilla (jugador del Newcastle FC) y Paul Gascoigne (jugador del Middlesbrough FC).
El 23 de marzo de 1998 apareció Virtual XI en el mercado siendo este un álbum menos oscuro (en comparación con su predecesor) ya sea en su temática como en sus canciones, coincidiendo con esta impresión el propio vocalista del conjunto. Las canciones tuvieron distintas fuentes de inspiración, siendo las más importantes The Clansman que se inspiró en la película Braveheart dirigida y protagonizada por Mel Gibson, afirmando el bajista que es "acerca de lo que es pertenecer a una comunidad que trata de crecer y luego tienes que luchar para impedir que te alejen de ellos". Don't Look to the Eyes of a Stranger se basa en la observación desde el punto de vista de los padres de Harris, que señala que "cada extraño es una posible amenaza", mientras que Como Estais Amigos es un tributo a los soldados de ambos lados en la guerra de las Malvinas.
El disco no obtuvo altas ventas, si bien llegó a superar a su predecesor en algunos mercados no alcanzó a tener el mismo reconocimiento que los anteriores trabajos de la banda, esto posiblemente debido al hecho de que su antecesor venía con cierta fama de ser un trabajo divergente en comparación con el resto de la discografía, teniendo en su haber opiniones fuertemente marcadas entre los fanáticos, además de que Bayley no conseguía congraciar a los seguidores del grupo británico. El álbum vendió solo 750.000 copias a nivel mundial.
La Virtual XI World Tour comenzó el 22 de abril y finalizó el 12 de diciembre. Al igual que en el tour anterior, varios conciertos en Estados Unidos debieron ser cancelados debido a que el Bayley tuvo inconvenientes con su voz debido a una reacción alérgica, esta vez según se informó fue debido al polen y el polvo mientras el grupo estaba en Nevada y Arizona. Estos hechos causaron inconvenientes en la planificación de la gira, por lo que en enero de 1999 durante una reunión de la banda se le pidió a Bayley que se fuera.

## El retorno de 2 viejos camaradas
Mientras el grupo estaba considerando reemplazar a Bayley, el mánager Rod Smallwood convenció a Steve de invitar a Dickinson de nuevo a la banda. Aunque Harris admitió en su momento que él al principio no estaba realmente convencido en ello, pensó entonces, "Bueno, si el cambio sucede, ¿a quién debemos llegar?. Lo que pasa es que conocemos a Bruce y sabemos de lo que es capaz, y pensé: "Bueno, mejor diablo conocido que por conocer." Quiero decir, nos llevamos bien profesionalmente durante, como, once años, y así que ... después de pensarlo, realmente no tuve ningún problema con él."
La banda entró en conversaciones con Dickinson, quien accedió a reunirse durante una reunión en Brighton en el mismo mes de la salida de Bayley, junto con el guitarrista Adrian Smith, al que se le telefoneó unas horas más tarde. Con Gers siendo el integrante restante y habiendo ejercido como sustituto de Smith durante casi 9 años, el grupo ahora tenía una poco usual formación de tres guitarras y se embarcó en una gira de reencuentro muy exitosa. Siendo esta bautizada como The Ed Hunter Tour, debido a que se vinculó con la recién estrenada colección de éxitos de la banda en un álbum recopilatorio llamado Ed Hunter, cuya lista de canciones fue decidida por una encuesta en el sitio web del grupo, y también contenía un juego de computador del mismo nombre que protagonizaba la mascota de la banda (siendo este el antiguo proyecto de Harris de hacer un videojuego de Eddie llamado en su momento como "Melt").

## Estilo

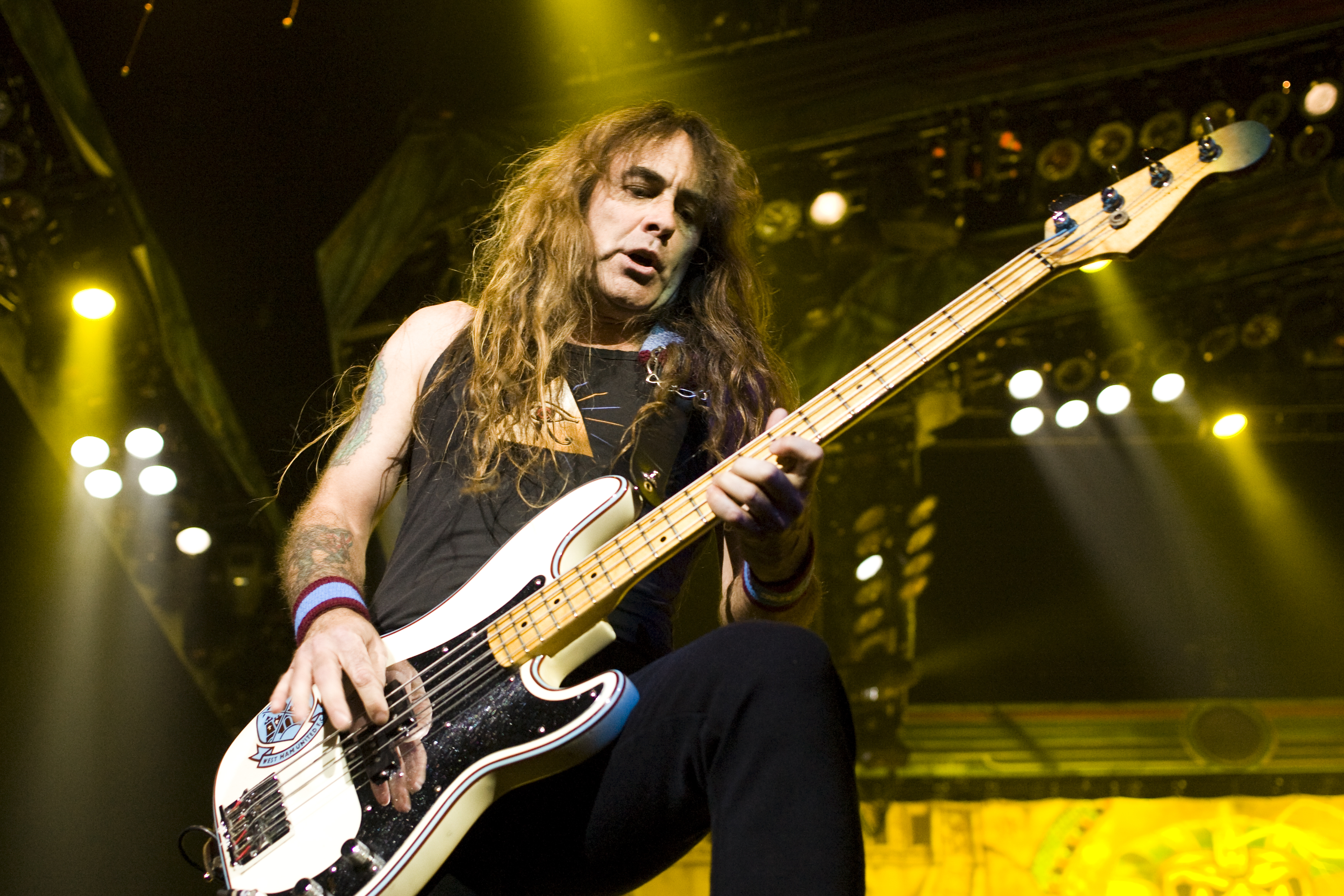
Aquí se le ve tocando su icónico Fender Precission Bassblanco.

Steve Harris comúnmente utiliza un bajo de cuatro cuerdas. Él comenta que solo usa ese tipo de bajo porque considera que con él produce el sonido tradicional de Iron Maiden.
Steve Harris es considerado por muchos uno de los mejores y extraordinarios bajistas en la historia del rock, tanto por su aguerrido y particular estilo sobre el escenario, como por su calidad como compositor.
Su estilo tocando el bajo es muy amplio y variado: desde sus famosos galopes alternando los dedos índices y corazón, hasta la ejecución de powerchords, además de riff complejos y melódicos en muchos temas considerados clásicos de Iron Maiden. Ha asegurado que nunca realiza ejercicios de calentamiento antes de tocar.
En la composición, a la hora de escribir las letras suele tomar como fuente de inspiración la Historia, la mitología o películas.

## Discografía
Iron Maiden
- 1980: Iron Maiden
- 1981: Killers
- 1982: The Number of the Beast
- 1983: Piece of Mind
- 1984: Powerslave
- 1986: Somewhere in Time
- 1988: Seventh Son of a Seventh Son
- 1990: No Prayer for the Dying
- 1992: Fear of the Dark
- 1995: The X Factor
- 1998: Virtual XI
- 2000: Brave New World
- 2003: Dance of Death
- 2006: A Matter of Life and Death
- 2010: The Final Frontier
- 2015: The Book of Souls
- 2021: Senjutsu

Steve Harris
- 2012: British Lion
- 2020: The Burning

Aparicones de Invitados
- 1993: Detritus - If But for One
- 2005: Tony Mills - Freeway to the Afterlife